# Туризм в Армении

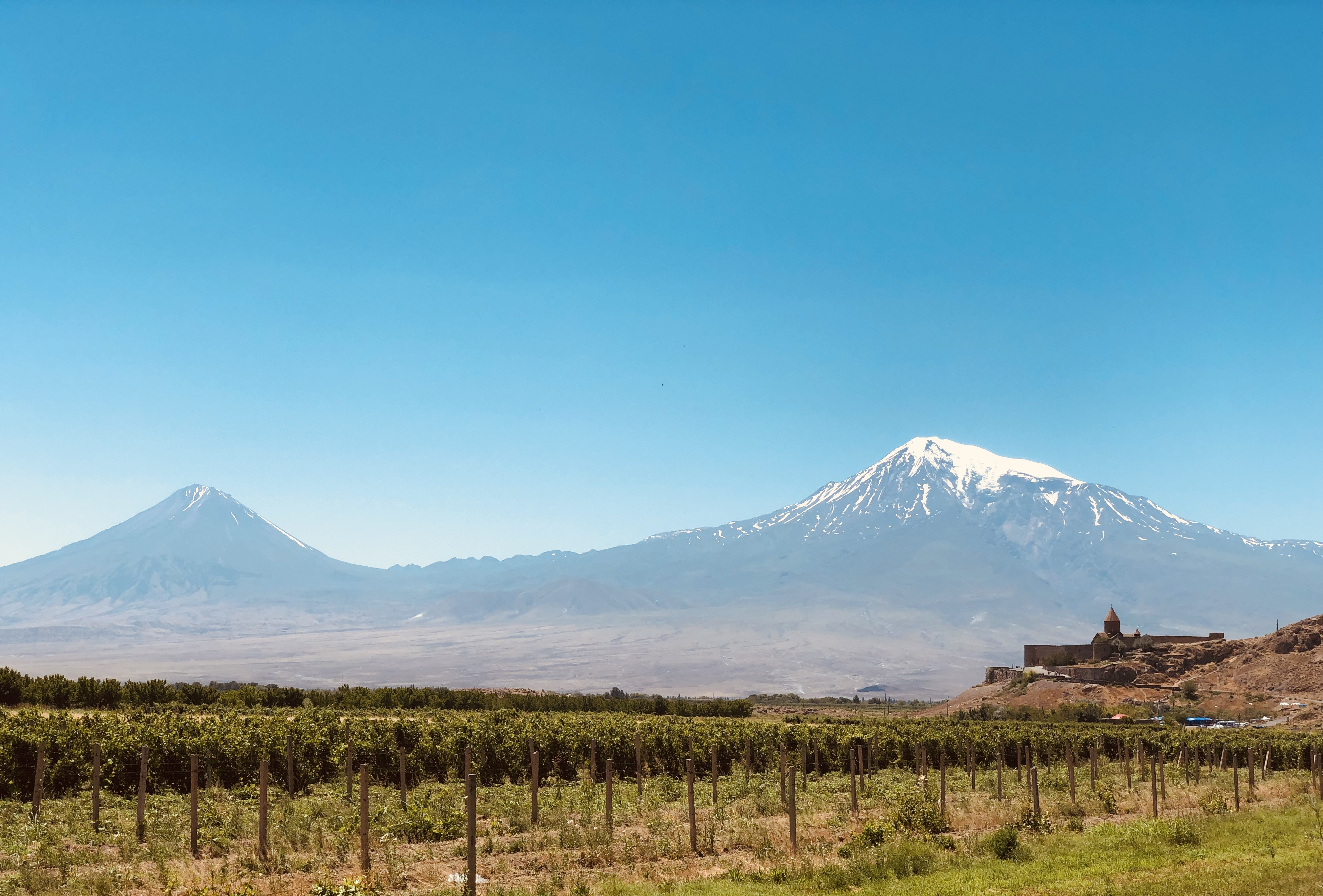
Хор-Вирапский монастырь и вид на гору Арарат, Араратская равнина

Туризм в Армении является одной из интенсивно развивающихся отраслей экономики страны.
В 2023 году Армению посетили 2,31 миллиона туристов, 50% из них — из России. В 2024 году страну посетило 2,215 миллиона человек. Согласно агентству Bloomberg Армения входит в десятку самых быстрорастущих туристических маршрутов Европы.
Свой отдых туристы проводят в Ереване, где находится большинство гостиниц и туристических агентств страны, а также в горных курортах — Джермуке, Цахкадзоре, Дилижане и др., посещая историко-культурные памятники и памятники природы Армении.
Как среди населения Армении, так и среди посещающих страну туристов, популярно занятие экстремальным туризмом, который развивается в Армении уже с середины XX века.

## Развитие туризма в Армении

### Исторический период
Как страна с древней историей, богатой культурой и хорошим географическим расположением Армения всегда привлекала путешественников. Уже в раннем средневековье в Армении существовали постоялые дворы для путешественников — иджеванатуны, где останавливались путешественники, торговцы, ремесленники, проезжавшие по Великому Шёлковому пути.

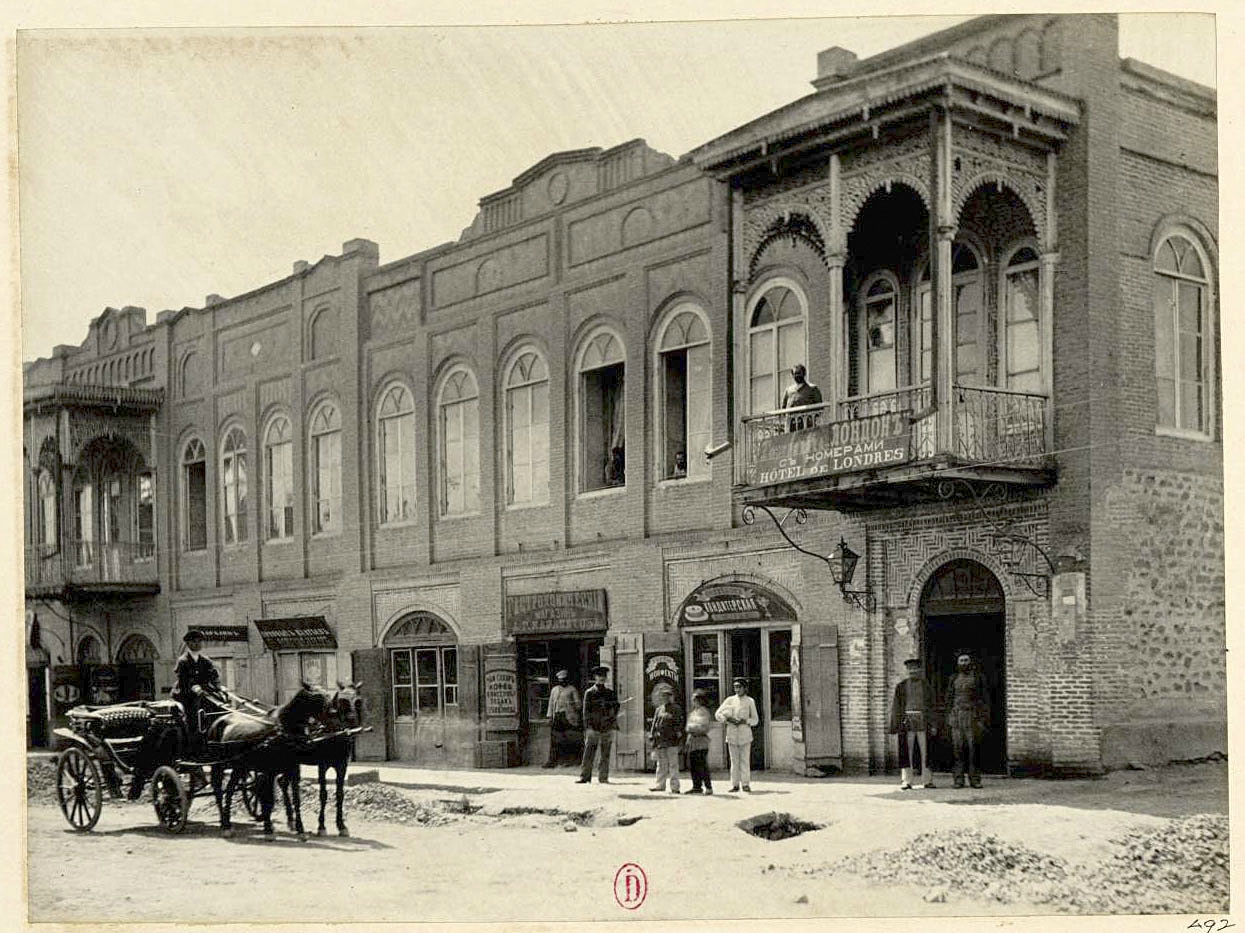
Гостиница «Лондон», Ереван, 1891 год

В новое и новейшее время в Армении начала активно развиваться туристическая инфраструктура. С конца XIX века армянские районы, которые находились в составе Российской империи (Ереванская и Елизаветпольская губернии, Карсская область), были связаны с другими областями Закавказья, а позже и с Россией и с соседними странами. В начале XX века была проведена грунтовая и железная дорога, телефонная и телеграфная связь.

### Советский период
Во время советской власти (1922—1991) в Армению на отдых приезжали многочисленные организованные группы туристов из союзных республик.
При активном содействии Ильи Кеворкова в Ереване были построены гостиничные комплексы для гостей из заграницы. Из более известных гостиниц были «Армения» (ныне — Marriott Armenia), «Интурист» (с 1959 года — «Ереван», ныне — Royal Tulip Grand Yerevan), «Ани» (ныне — Ани Плаза Отель). Последний был построен в 1970 году — в честь 50-летия Советской Армении, и носит имя столицы Багратидского царства. В 1980-х годах в Ереване были построены новые гостиницы — «Дворец молодежи», «Двин», «Ширак» и другие. Другие города, такие как Дилижан, Севан, Арзни, Ванадзор (бывш. Кировакан), Цахкадзор и Джермук, стали известными курортами и лечебными центрами.

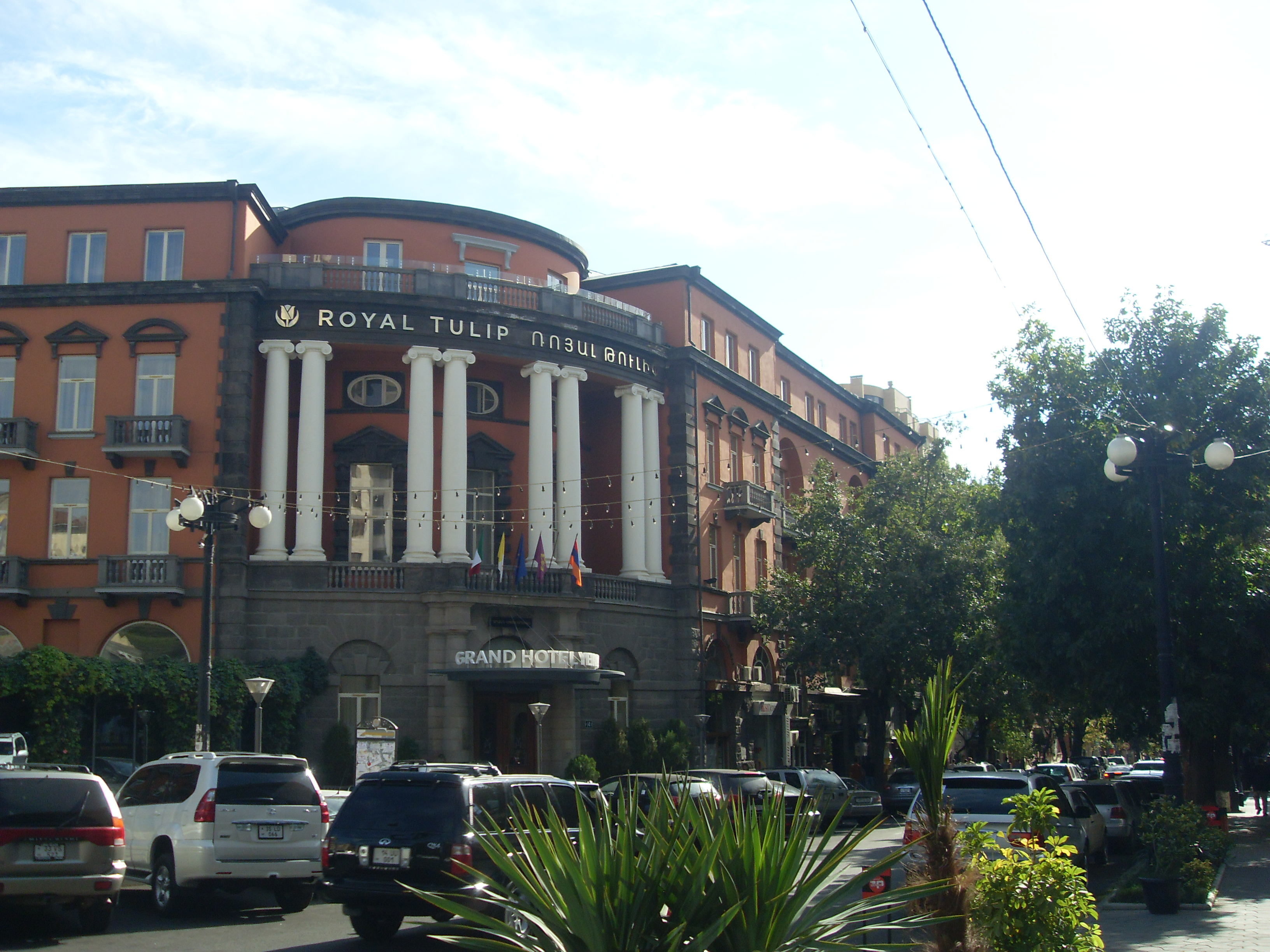
Гостиница Royal Tulip Grand Hotel Yerevan (ранее с 1926 г. — «Интурист», 1959 г. — «Ереван»)

Расширяется армянская железная дорога, строятся новые станции и направления, также были построены тысячи километров новых автомобильных дорог, международные аэропорты «Эребуни» и «Звартноц», аэропорты местного значения в городах Берд, Степанаван, Ташир, Гюмри, Сисиан, Джермук, Горис, Мегри, Капан.

### Переходный период
В 1990-х годах туризм в Армении потерпел регресс, что связано было с Спитакским землетрясением, Первой карабахской войной, экономическим кризисом. Железная дорога работала только в грузинском направлении. Непрерывно работал только аэропорт «Звартноц», а «Эребуни» превратился в военный аэродром. Границы Армении с Азербайджаном и Турцией были закрыты.
С 2000-х годов для туризма в Армении был открыт новый горизонт. Если до этого в Армению приезжали в основном граждане СССР, в частности — русские, грузины и армяне, то после обретения независимости в Армению и в непризнанную НКР спешили тысячи армян из диаспоры (Россия, США, Франция, Ливан). Армению также посещают туристы из Европейских стран и западного полушария. Часть иностранцев посещало не только Армению, а также другие страны Закавказья. Однако, в начале количество туристов в Армении было больше, чем в Грузии, Азербайджане: это было связано с потоком армян из-за рубежа.
Для армянского туризма был новостью поток иранских персов, курдов и азербайджанцев. Темпы роста потока из Ирана замечались ещё в 1990-х годах, но в 2000-х годах они достигают больших размеров. Иранцы в Армению ездят в основном во время Новруз Байрама (Новый Год) и летом — чтобы провести свой отдых в европейской христианской стране и пользоваться свободой, которая отсутствует в Иране. В следующие годы как иранцы, так и европейские и американские туристы посещают также другую христианскую страну — Грузию.
Благодаря реформам, которые были проведены в сфере науки и образования, в Армению ездят тысячи студентов из Индии, Ирана и арабских стран (Сирия, Ирак, Ливан, Египет) — для того, чтобы учиться в вузах Еревана, в частности — в Медицинском университете. Это в свою очередь влияет на темпы роста количества туристов.

### Современность

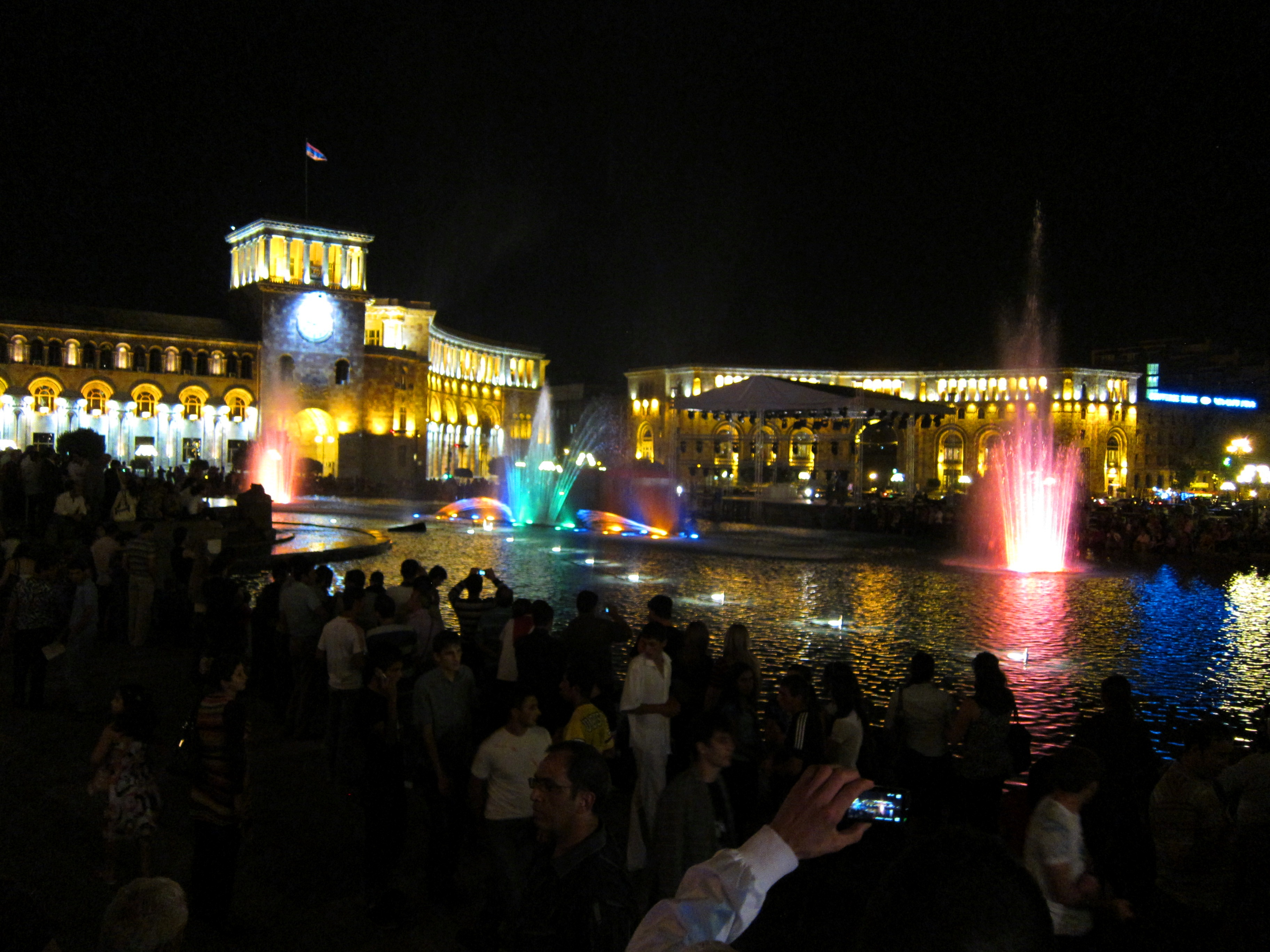
Ереванская площадь Республики поздним вечером

Рост туризма связывается также с различными интернациональными мероприятиями проводимыми в Армении. В Ереване ежегодно проводится кинофестиваль «Золотой абрикос», каждые 4 года — Панармянские игры. В Армении проводились конференции членов стран Франкофонии, детское Евровидение (2011) и так далее. По программе «Возвращайся домой», которая была организована министерством Диаспоры, в Армению посещали тысячи студентов. Волонтёрские стажировки некоммерческой организации Birthright Armenia позволяют людям армянского происхождения поучаствовать в развитии страны и посмотреть её достопримечательности.
Большинство рейсов из ближневосточного региона в Ереван направляется из Дубая. Из крупного промышленного и торгового центра в Армению ездят не только арабы, но и иностранные граждане ОАЭ, в частности — филиппинцы: Армения стала первой христианской страной, которая с января 2017 года начала принимать филиппинцев по их паспортам в безвизовом режиме (штамп ставится в аэропорту «Звартноц»).
Несмотря на возобновившиеся бои в Нагорном Карабахе и захват полицейского участка в Ереване в 2016 году, в этом же году количество туристов в Армению увеличилось ещё на 70000. Из них 19,2 % приехали из России (в том числе и российские армяне), 18,2 % — из Ирана, 10,3 % — из США. 58 % туристов приехали воздушным путем (в основном — аэропорт Звартноц), 34 % — на машине (в основном — через Мегринский и Баграташенский таможенные пункты) и 8 % на поезде.
В 2017 году доходы республики от туристов впервые превысили миллиард долларов составив один миллиард 12 миллионов долларов, увеличившись на 15,7 %.
Армения стала самым популярным зарубежным направлением для россиян, путешествовавших летом 2018 и летом 2019 года, а также в новогодние каникулы 2019 года. Ереван оказался вторым по популярности зарубежным направлением для отдыха для российских пенсионеров.
Американский телеканал CNN включил Ереван в рейтинг 20 самых красивых европейских городов с малым количеством туристов.
В 2019 году Госкомитет по туризму Министерства экономики Армении разработал стратегию развития туризма на 2020—2030 гг. по которой до 2030 года ожидается ежегодно обеспечить 10%-ный рост международных туристических посещений. В результате, планируется, в частности, до 2030 года обеспечить 5,18 млн международных туристов. Кроме того, ожидается увеличения доли туризма в структуре ВВП страны до 2030 года на 10 % ежегодно. Согласно стратегии, в сфере туризма в 2030 году будет занято 130 тыс. 647 человек.
В рейтинге Всемирной Туристической Организации Армения заняла 12-е место в списке наиболее бысто развивающихся туристических направлений опередив страны Закавказья, Турцию и страны ЕАЭС.

## Архитектурные памятники
Армения имеет многовековую историю и богатую культуру. В стране можно встретить памятники архитектуры, созданные армянским народом на протяжении тысячелетий. В Армении насчитывается свыше 4 тысяч уникальных памятников, которые можно делить на 4 группы — доисторические, эллинистические, средневековые и новые (современные).

### Памятники доисторического периода

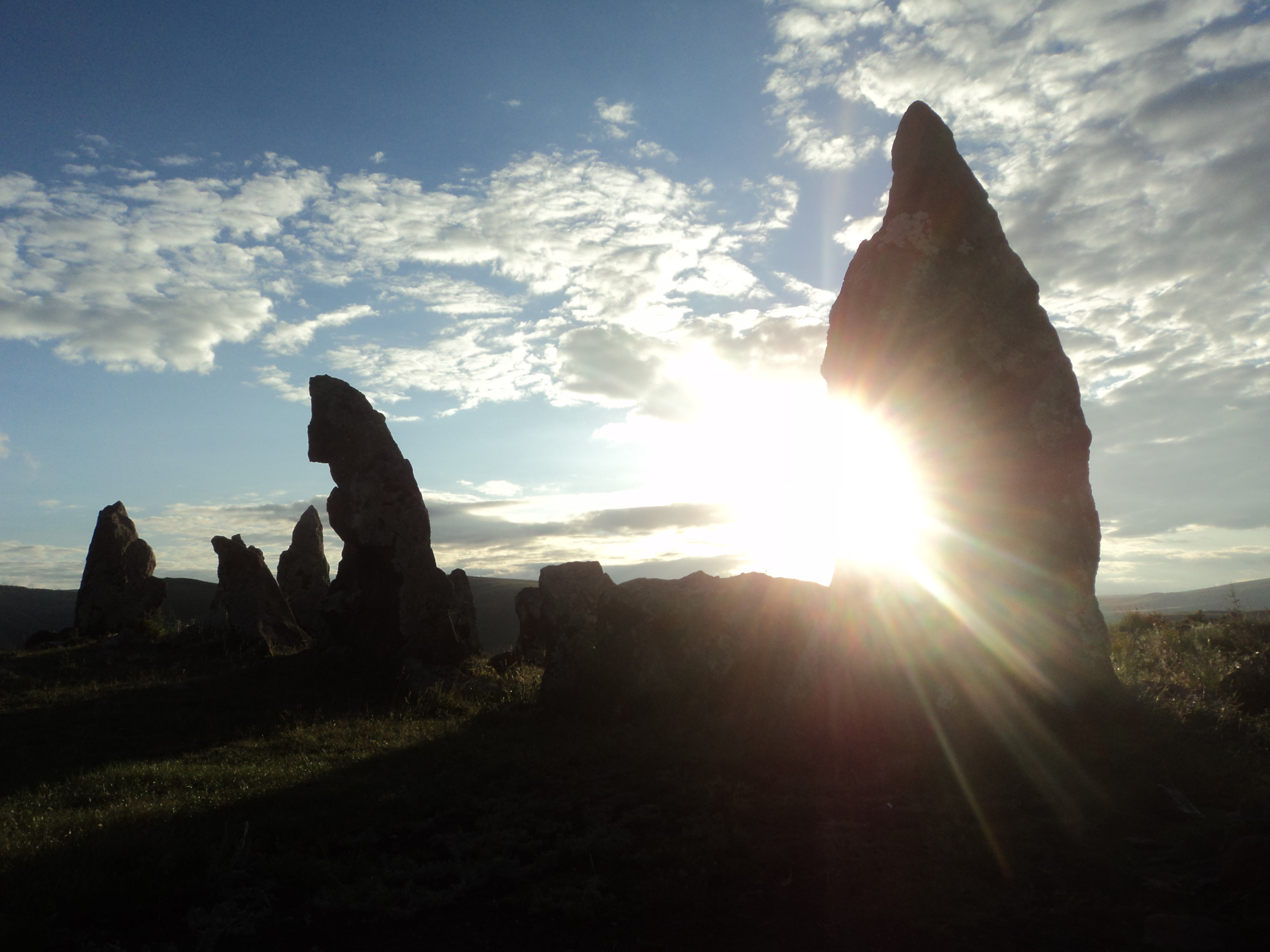
Зорац-Карер (Караундж)

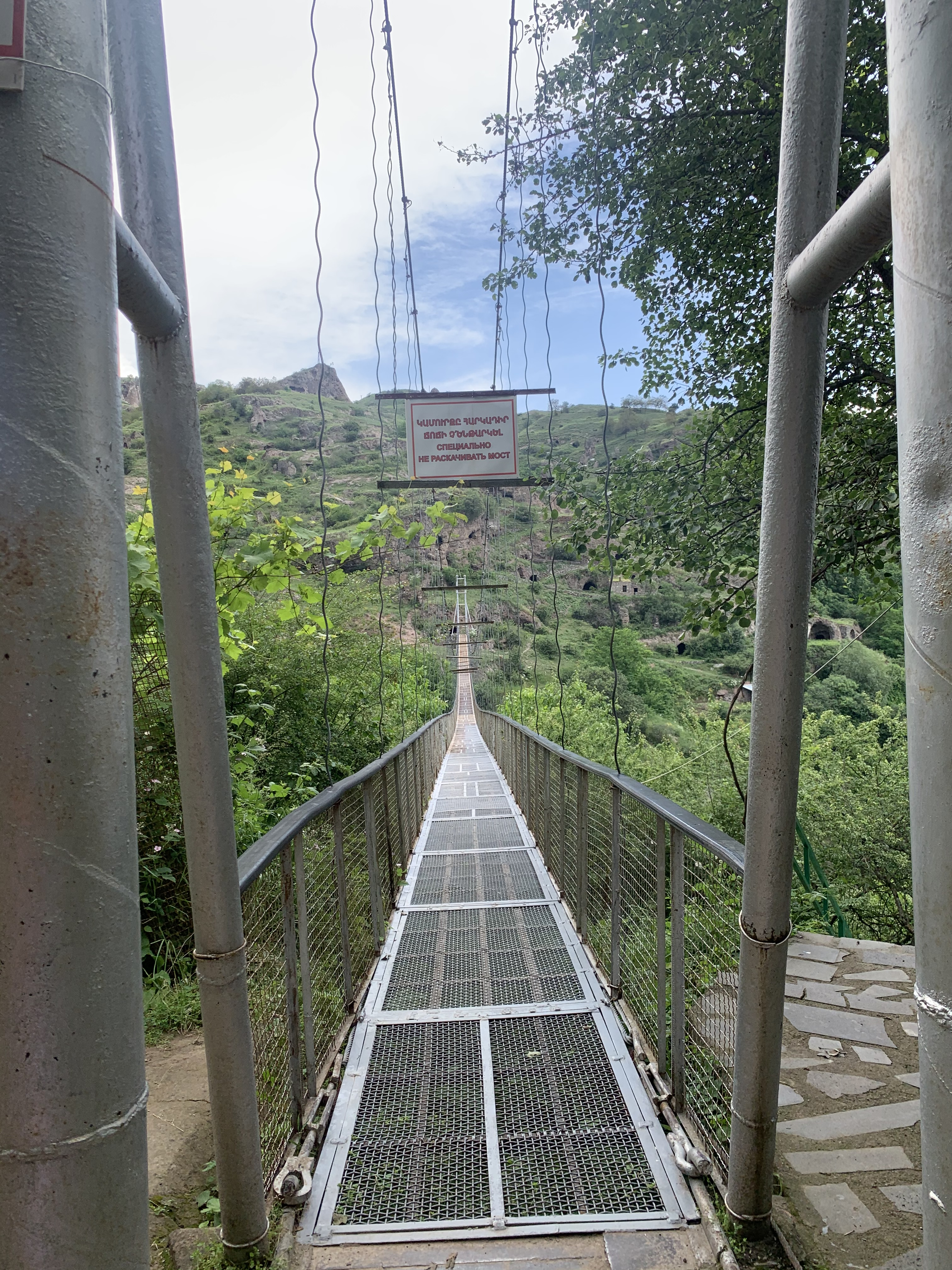
Мост к древнему пещерному городу Хндзореск

Армянское нагорье было одним из важных центров обитания первых людей. На территории Грузии была обнаружена Дманисская, в Азербайджане — Азыхская (на заявленной территории Нагорно-Карабахской Республики), а в Армении Аренийская пещера. Последняя известна также как «Пещера птиц». Здесь была найдена древнейшая туфелька в мире, которая датируется 4-м тысячелетием до нашей эры. Той же эпохе относится и найденное там женское платье.
Своими пещерами Сюникская область богаче Вайоц Дзора (Горис, Хндзореск и так далее). Здесь находится одна из древнейших обсерваторий в мире — Зорац-Карер (Караундж). Последнее в переводе с армянского языка обозначает «звук камня», и сходится с английским Стоунхенджем. Однако, Караундж старше Стоунхенджа на 4000 лет (5500 до н. э., неолит). На территории Еревана находится Шенгавит, который относится к медному веку (4-е тысячелетие до н. э.). Артефакты из пещеры Арени более новые — по сравнению с выше перечисленными — из бронзового века. В 2007 году здесь был найден древнейший винный погреб планеты.
К доисторической эпохе относятся также циклопические кладки на территории озера Севан и горы Арагац, урартские крепости Эребуни, Тейшебаини и Аргиштихинили, кладбища и водные каналы, останки храмов и другие памятники.

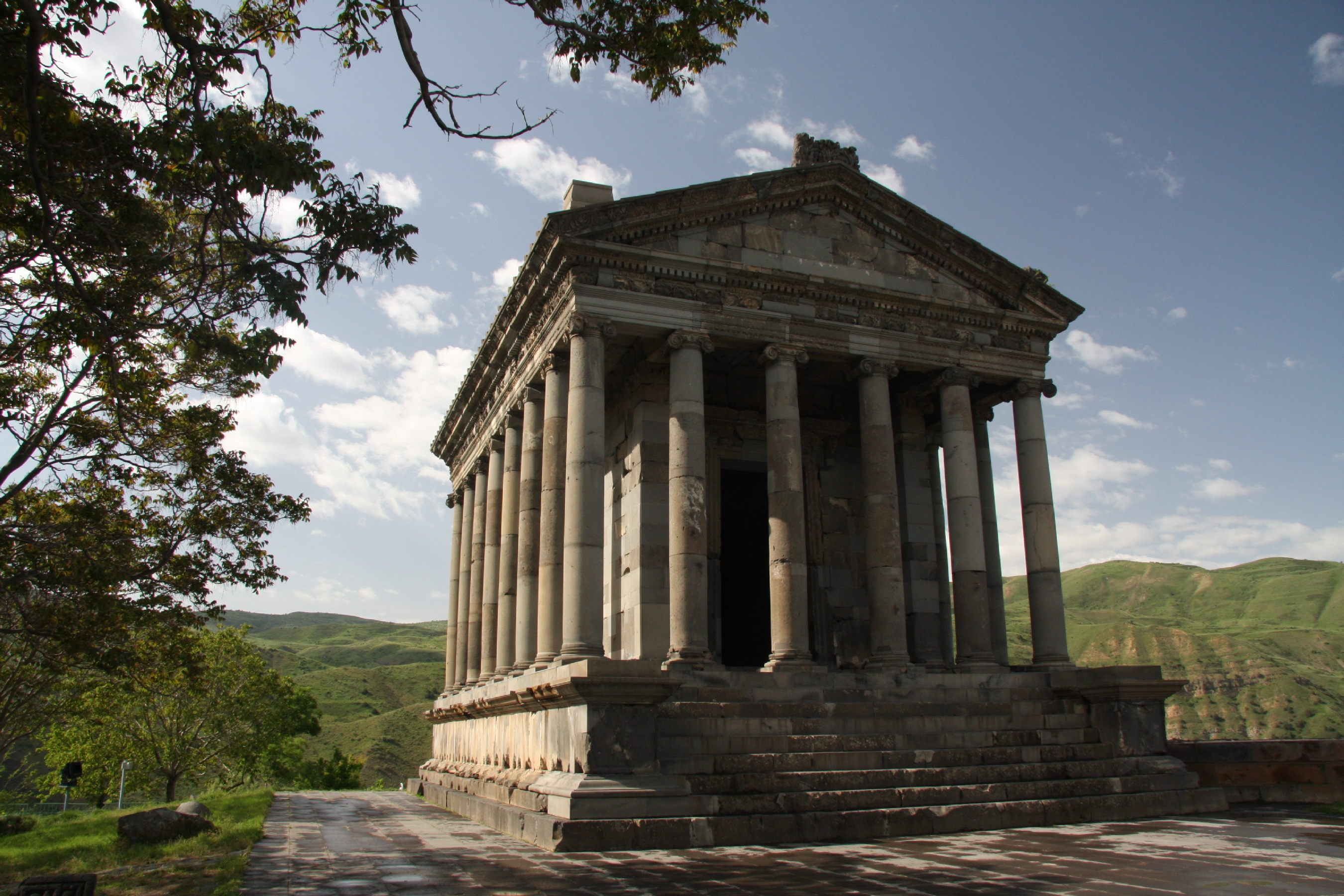
Храм Гарни

### Архитектура эллинистического периода
К следующей эпохе армянской архитектуры (4-й век до н. э. — 3-й век н. э.) относятся в основном эллинистические памятники. После завоеваний Александра Македонского в Ближнем Востоке началась эпоха Эллинизма. Сейчас осталось немногое количество памятников этой культуры, и наилучший из них — храм бога Михра в Гарни. Он был построен в 77 году н. э. и является ровесником римского Колизея.
В эллинистической эпохе были построены ряд армянских городов: Армавир, Ервандашат, Зареаван, Заришат, Багаран, Аршамашат, Арташат, Вагаршапат, Двин. Наибольшим из них была столица Арташат (около 400.000 населения)- первый город, построенный согласно схеме, обработанной армянским царем Арташесом I и карфагенским полководцем Ганнибалом. Раскопки города проводились на территории монастыря Хор Вирап («глубокое дно»), где была найдена статуя богини Анаит — покровительницы города Арташат.
Недалеко от храма в Гарни была построена царская резиденция и римская купальня, а вокруг всего была построена Гарнийская крепость ещё в железном веке.

### Средневековая архитектура

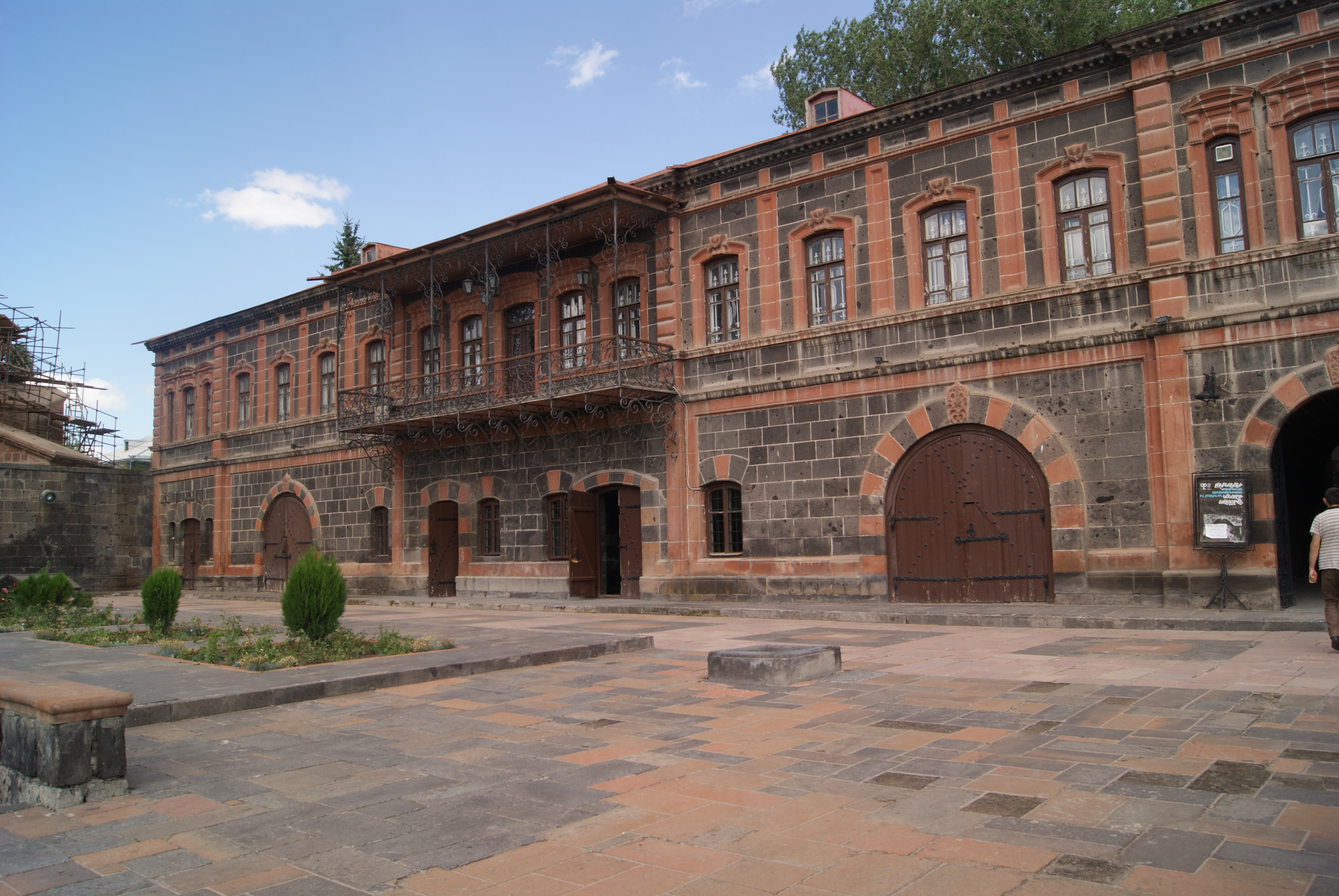
Музей народной архитектуры и городского быта (Дом Дзитохцянов) в Гюмри

Лучше сохранились памятники архитектуры, которые относятся к средневековью. Армения была первой страной, которая приняла христианство в качестве государственной религии. Первыми церквями являются Амарас (на заявленной территории Нагорно-Карабахской Республики), Ереруйкская базилика, Эчмиадзинский кафедральный собор, церковь основателя армянского алфавита Месропа Маштоца в селе Ошакан и так далее. Резиденция армянского католикоса — Эчмиадзинский собор, а также четыре другие церкви, которые были построены в Эчмиадзине в VII веке (Шогакат, Гаяне, Рипсиме и храм Звартноц), в 2000 году были зарегистрированы в список объектов Всемирного наследия ЮНЕСКО в Армении.
К развитому средневековью (VIII—XIV века) относятся монастырь «Копья» (Гегард), крепость Амберд, монастырь Нораванк, крепость Какаваберд, Ахталинский монастырь и крепость, Гандзасар (на заявленной территории Нагорно-Карабахской Республики), лорийская и мегринская крепости, церковные комплексы Агарцин и Гошаванк, мосты и водные каналы, Татевский, Ахпатский и Санаинский монастырные комплексы. Эти два монастыря в 1996 году были внесены в список объектов Всемирного наследия ЮНЕСКО в Армении. Недалеко от архитектурных памятников находятся зоны отдыха и гостиницы.
В позднем средневековье и новое время Армения теряет свою независимость и государственность. Она делится между Османской империей и Сефевидским государством. С начала XIX века Восточная Армения постепенно становится частью Российской империи. Армянская архитектура терпит крах. Она восстанавливается в русскую эпоху и отображается в основном градостроением. Сооружения, которые относятся этой эпохи, хорошо сохранены в основном в центре Еревана и Гюмри. Также известна Духовная семинария Геворгян в Эчмиадзине. При советской власти было уничтожено огромное количество армянских и русских церквей, персидских мечетей, Ереванская крепость и многие другие памятники архитектуры.

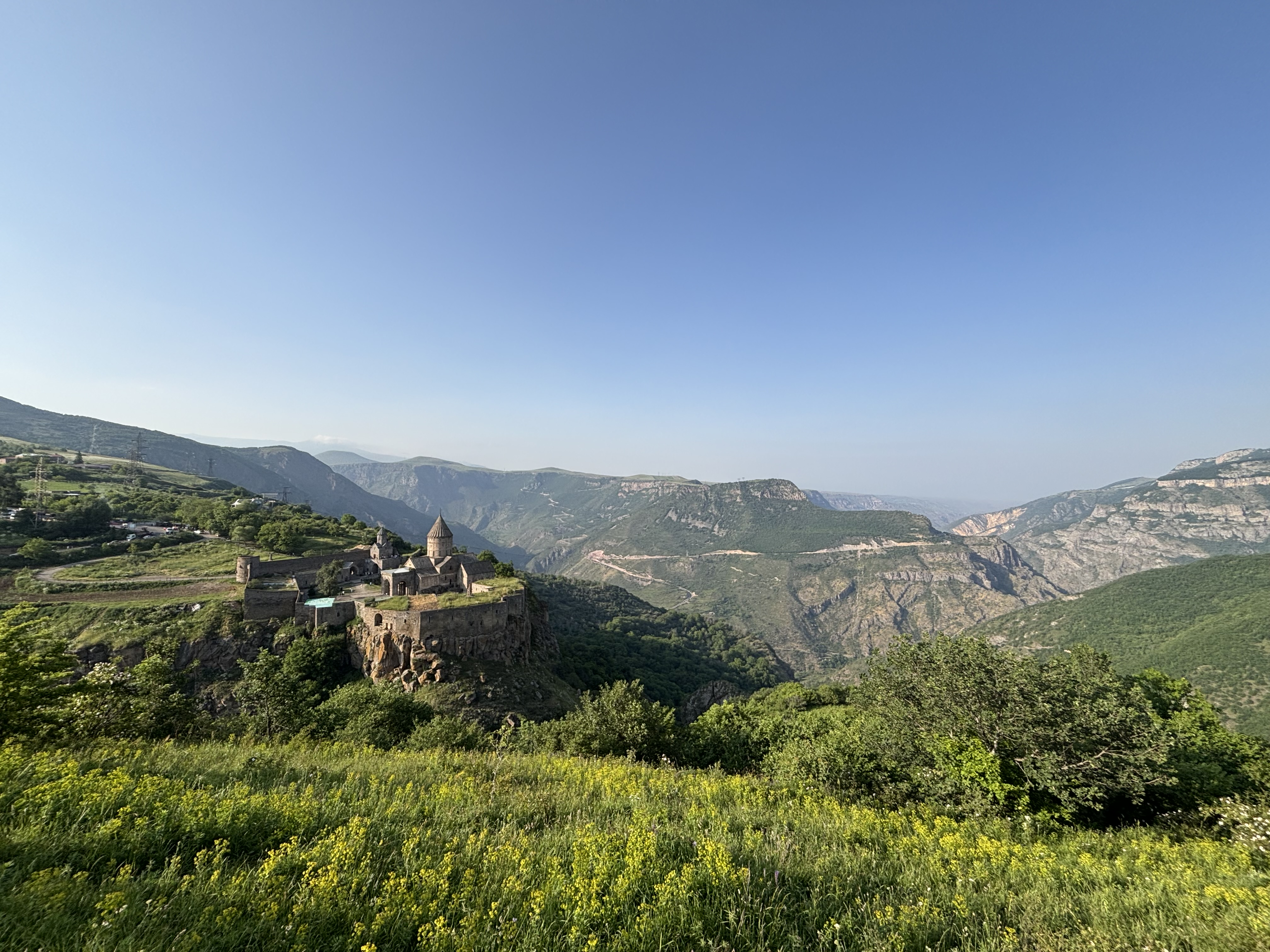
Татевский монастырь и Сюникская область
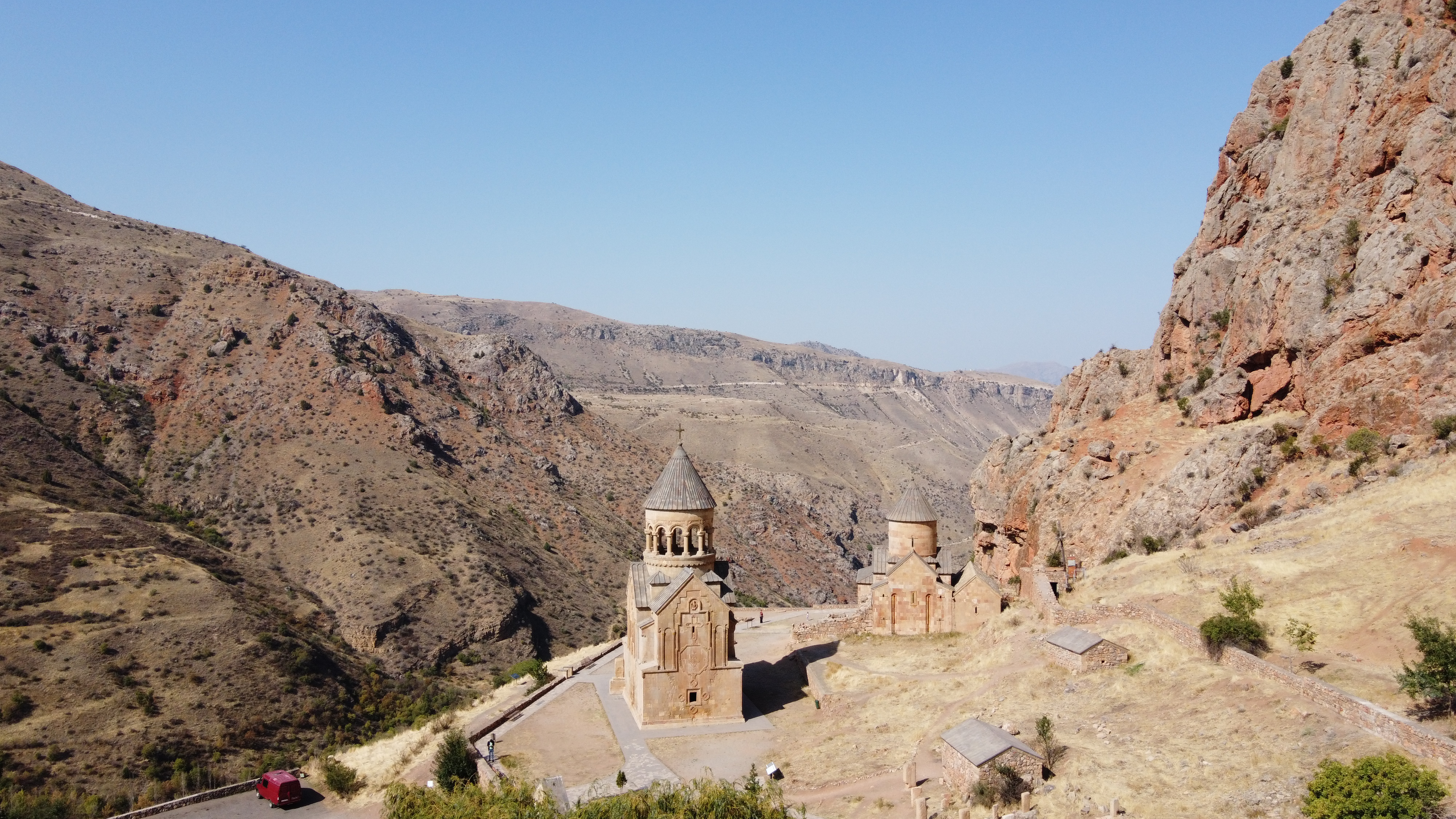
Монастырь Нораванк
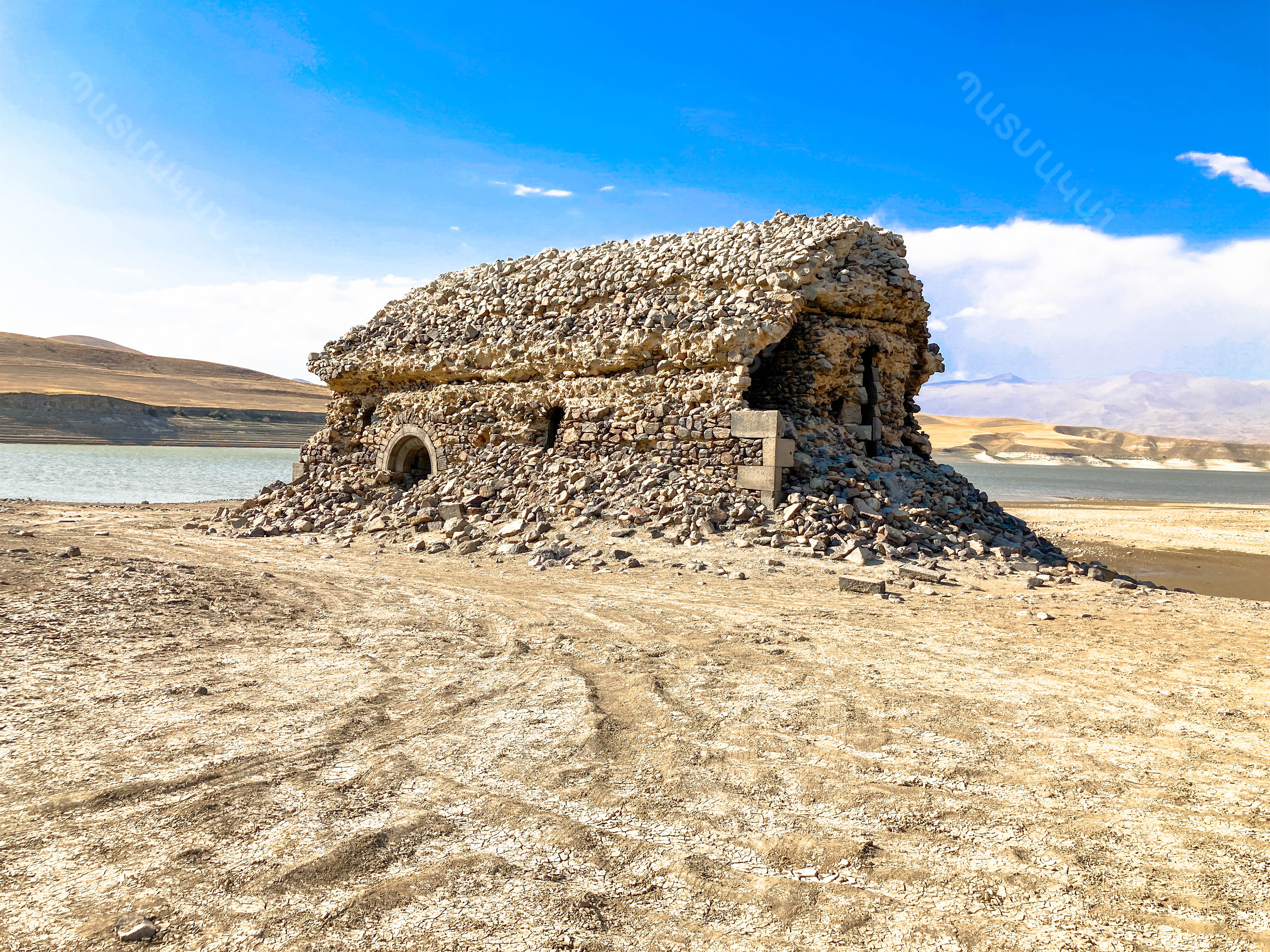
Останки церкви Святой Рипсиме (XVI в.), близ села Торорс, Сюникская область
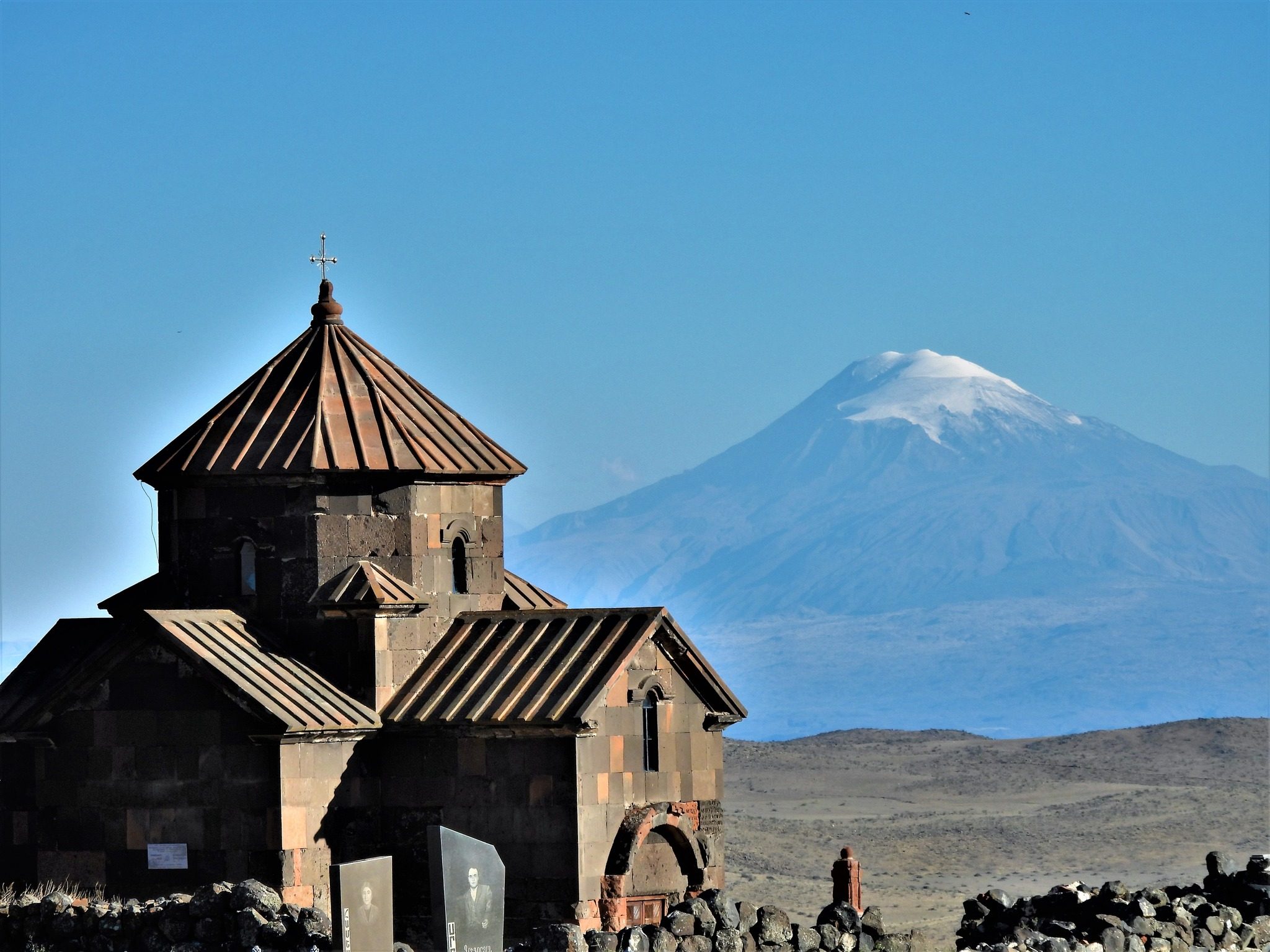
Вид на Арарат и церковь Св. Христофора, Даштадем

### Архитектура советского периода

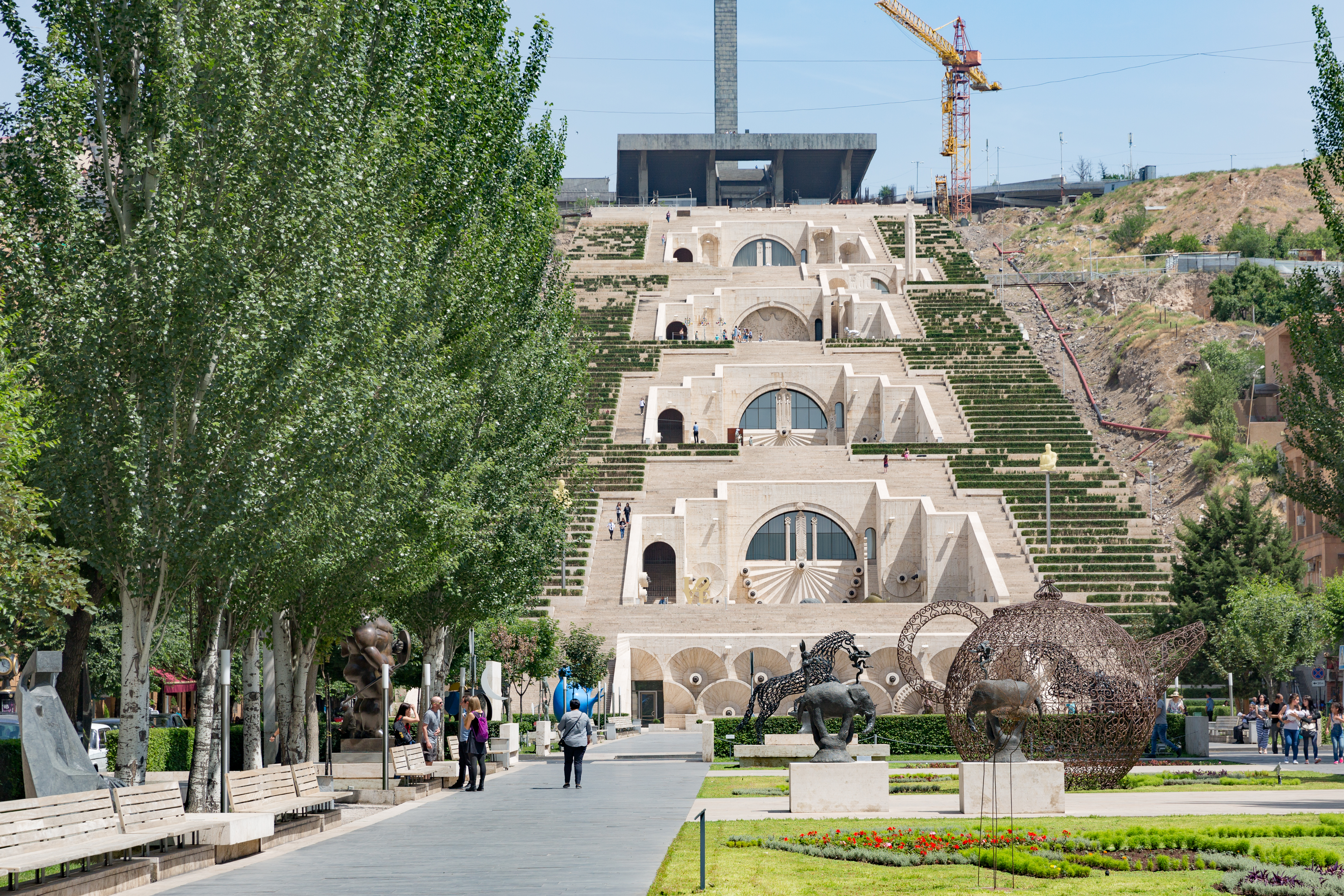
Комплекс «Каскад», ведущий к платформе с видом на город и шпилем, посвящённым 50-летию советской власти в Армении

Во время советской власти значительно расширились армянские города. В столице и других городах появились новые дома культурны и образовательные центры, театры и музеи, церкви и общественные дома с интересной архитектурой. В Ереване туристов привлекают театр оперы и балета, Площадь Республики, кинотеатр Москва, комплекс Каскад с открытой экспозицией и вмещающий музей стекла Гафесджяна.

### Архитектура периода независимости

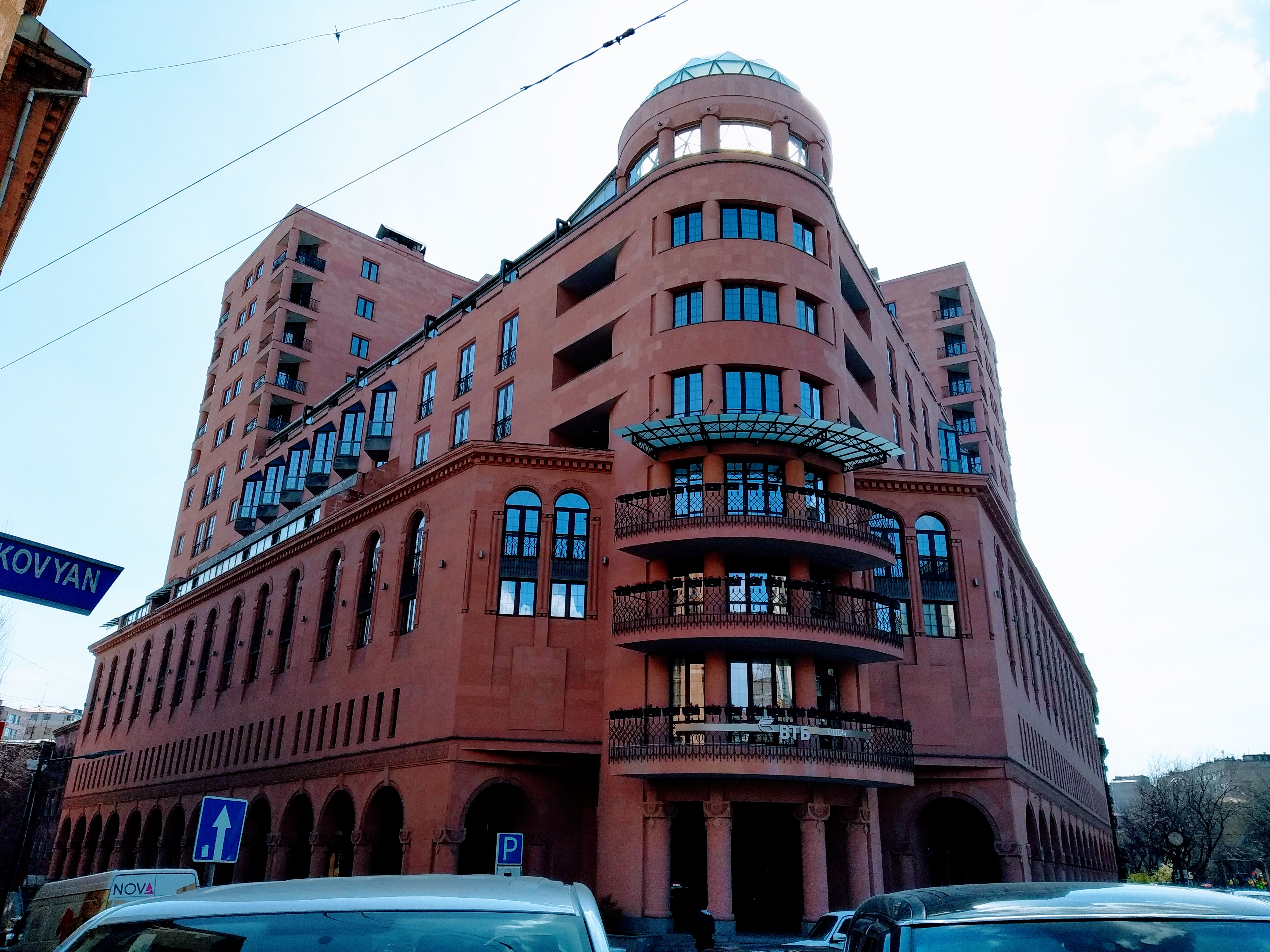
Здание, размещающее головной офис банка ВТБ

Вследствие экономических сложностей в первый период после обретения независимости архитектура возводимых зданий была более экономной, чем в советском периоде. Вслед за восстановлением экономики улучшилась также архитектура возводимых зданий.
В период независимости сооружен Северный проспект, вступил в строй новый терминал аэропорта Звартноц, возведено здание учебного комплекса Тумо, отреставрированы многие исторические архитектурные памятники, сооружены и действуют новые (в том числе русско-православные) церкви.

## Природные достопримечательности
Кроме архитектурных памятников, в Армении очень много природных красот. Часть их охраняется государством — в виде национальных памятников, заповедников и природных памятников. В центральной части — Армянская вулканическая возвышенность: гора Арагац, Гегамский хребет, Джавахское и Сюниксое нагорья. Восточные и северные области — складчато-глыбовые горы, и в местных долинах есть лесные массивы.
Лесами покрыта 12%-ов территории Армении. Лесные массивы частые в областях Лори, Тавуш, частично — Гегаркуник, Вайоц Дзор и Сюник. В этих регионах были разбиты четыре национальных парка: Севан, Дилижан, Арпа, Аревик. Здесь хранятся не только флора и фауна, но также и водные ресурсы и ландшафт. На территории Армении насчитываются 26 заповедников, которые занимают 3,5 % территории Армении. Среди них более известный — заповедник «Хосровский лес». Этот заповедник возможно единственный в Европе где обитает эндемичный (не реинтродуцированный) леопард.
В центре Лорийской области находится крупнейший ботанический сад страны — Дендропарк Степанавана, территория которого достигает до 35 гектаров. За пределами Еревана находятся ущелья рек Раздан и Касах, где организовывается отдых на природе. В каньоне Касаха, на расстоянии 35 км от Еревана, находится самый высокий водопад (70 м) страны. В столице находится Ереванский ботанический сад, и недалеко от него — Ереванский зоопарк.
Армения — горная страна с 10-м самым высоким средним возвышением над уровнем моря. По международной классификации 85,9 % территории считаются горной зоной — больше чем в Швейцарии или Непале. Самые низкие точки находятся на крайнем севере (около грузинской границы) и на крайнем юге (около иранской границы), оба — 375 м над уровнем моря. Однако они являются узкими ущельями, и основное плато — Араратская долина (800—1000 м). 80 % территории страны составляет высокогорный ландшафт, а остальные — долины и равнины (только Араратская — 12 % из 20). Горы в основном двух типов — складчатые и вулканические.
Ущелья рек Раздан и Воротан очень популярны как места отдыха. Еще более живописно ущелье Гарни реки Азат — «Симфония камней», которая является единственным природным памятником Армении, зарегистрированным в списке ЮНЕСКО.
У горного климата несколько преимуществ для организации отдыха — чистый и свежий воздух, родники лечебных вод, условия для развития экстремального туризма. В горных зонах находятся основные рекреационные ресурсы страны: курорты Арзни, Ванадзор (бывш. Кировакан), Джермук, Цахкадзор, Дилижан которые расположены у одноименных источников а также и озеро Севан. Они были известны как лечебные центры со времен СССР. Ещё в середине XX века здесь были построены санатории, дома отдыха и гостиничные комплексы.
Армения богата водными ресурсами. По территории страны текут реки Ахурян, Касах, Дебед, Агстев, Раздан, Воротан и Арпа, которые обогащаются водами своих притоков, и образуют живописные скалистые ущелья. Среди них наиболее красивое — Касахское ущелье между деревнями Сагмосаван и Оганаван, где находятся монастыри Сагмосаванк и Ованаванк. На реках образуются красивые водопады: Джермук (68 м), Шаки (18 м), Касах (70 м), Трчкан (24 м) и другие, которые полноводны в течение весенних месяцев и в начале лета.
На реках построены водоемы, где можно заниматься рыболовством, а в лесах, которые окружают их — охотой. Из этих озёр и водоёмов наиболее известны Арпи, Каменное, Акна, Спандарян, Ахурян, Гош, Прозрачное и другие. В реках более распространены барбус и форель, также — разные дикие птицы — утки, гуси и так далее. В окружающих лесах встречаются грызуны и млекопитающие, охота на которых позволяется только при пропуске. Рыболовство развито в частности в областях Армавир и Арарат — в территории, прилегающей к реке Аракс (армяно-турецкая государственная граница), где также имеются рыбные фермы.
Крупнейший водный резервуар республики Армения — озеро Севан. Это второе высокое озеро планеты с пресной водой, длина которого достигает 70 км, а ширина — 55 км. Площадь озера — 1260 км2, и этим оно крупнейшее на территории Южного Кавказа. Средняя глубина достигает до 26.8 метров, а самое глубокое место — 84 (Малый Севан).
В 2011 году Севанский национальный парк был объявлен зоной отдыха. Здесь были оборудованы общественные пляжи, которые пользуются популярностью не только среди местных, но и у гостей Армении. По берегам Севана и на Севанском полуострове построены дома отдыха и гостиничные комплексы. Вода озера удобна для плавания, а летняя температура — для загара.
На пляжах Севана работают спасательные профессиональные пловцы и сотрудники прочих общественных специальностей. В 2014 году количество общественных пляжей достигло одиннадцати, где провели свой отдых 200 000 человек.

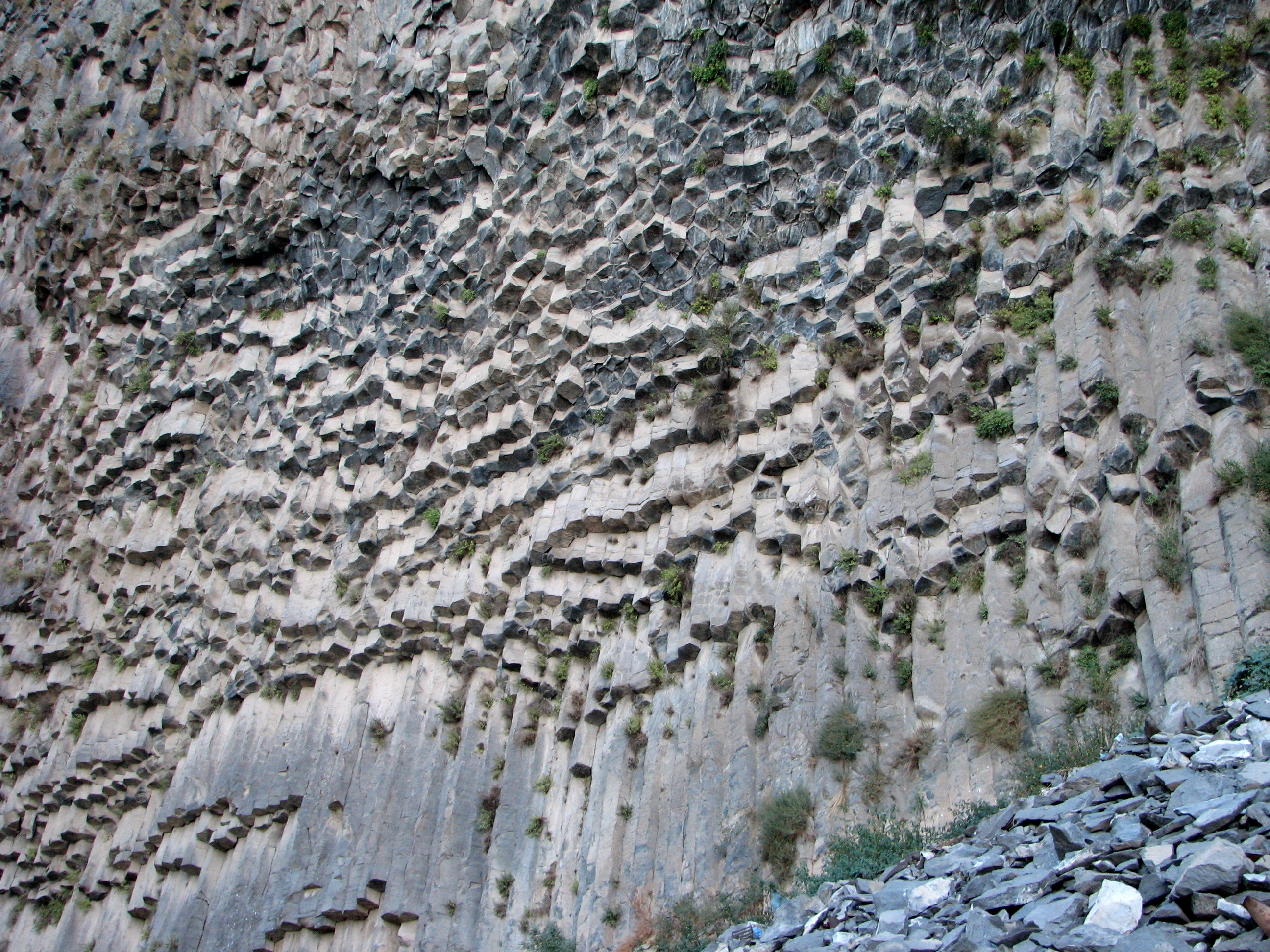
Симфония камней
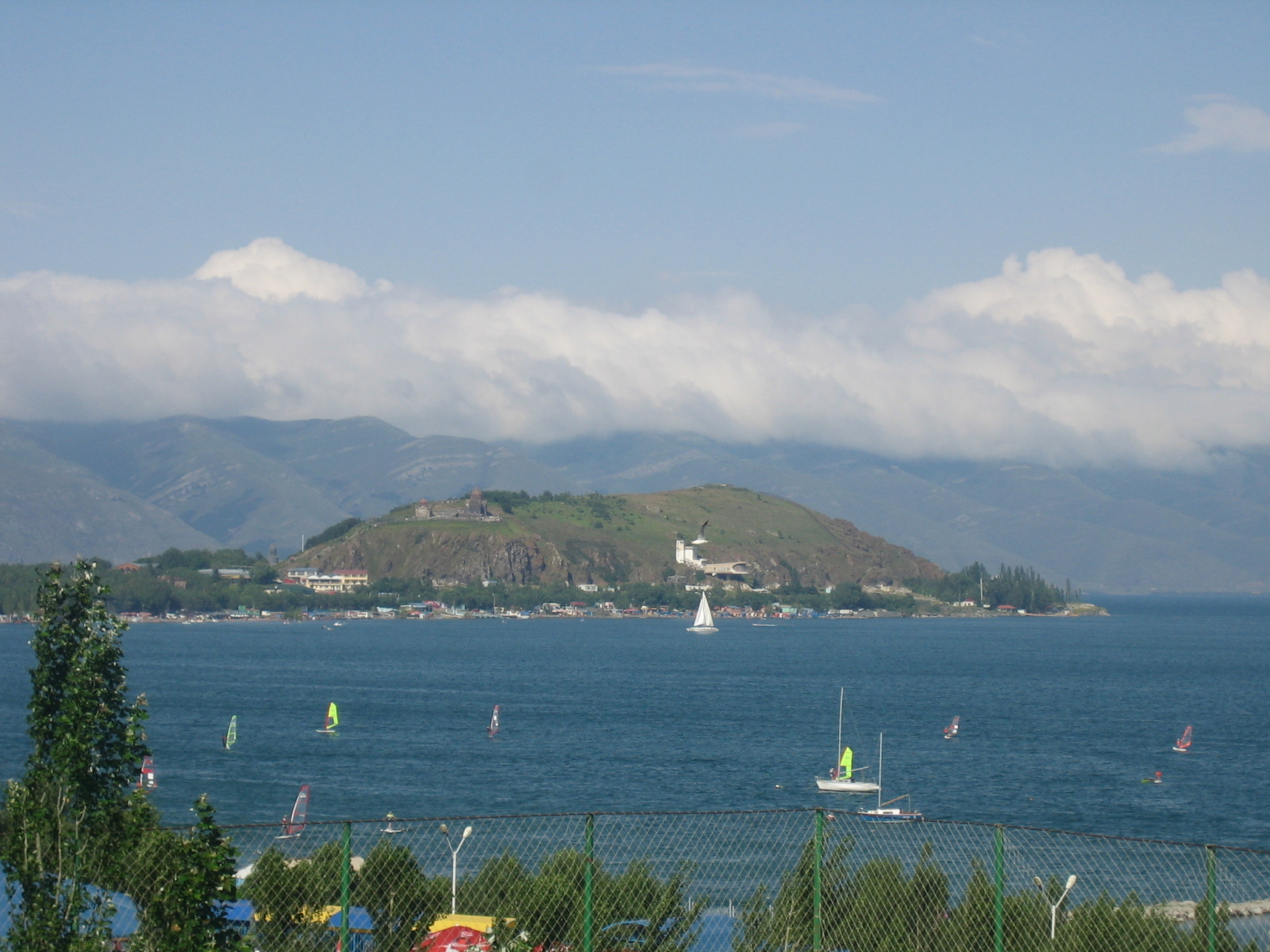
Севан
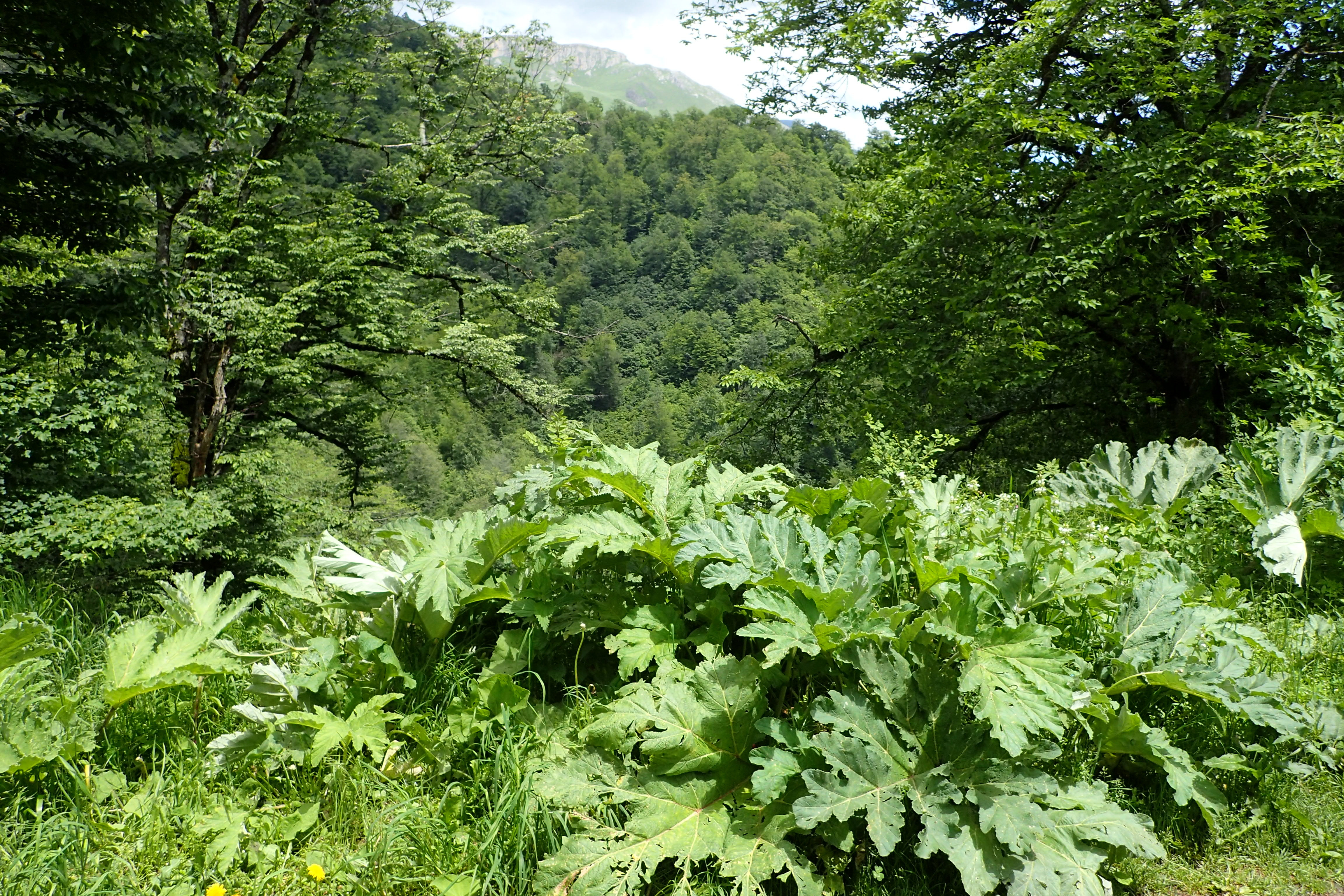
Дилижанский национальный парк
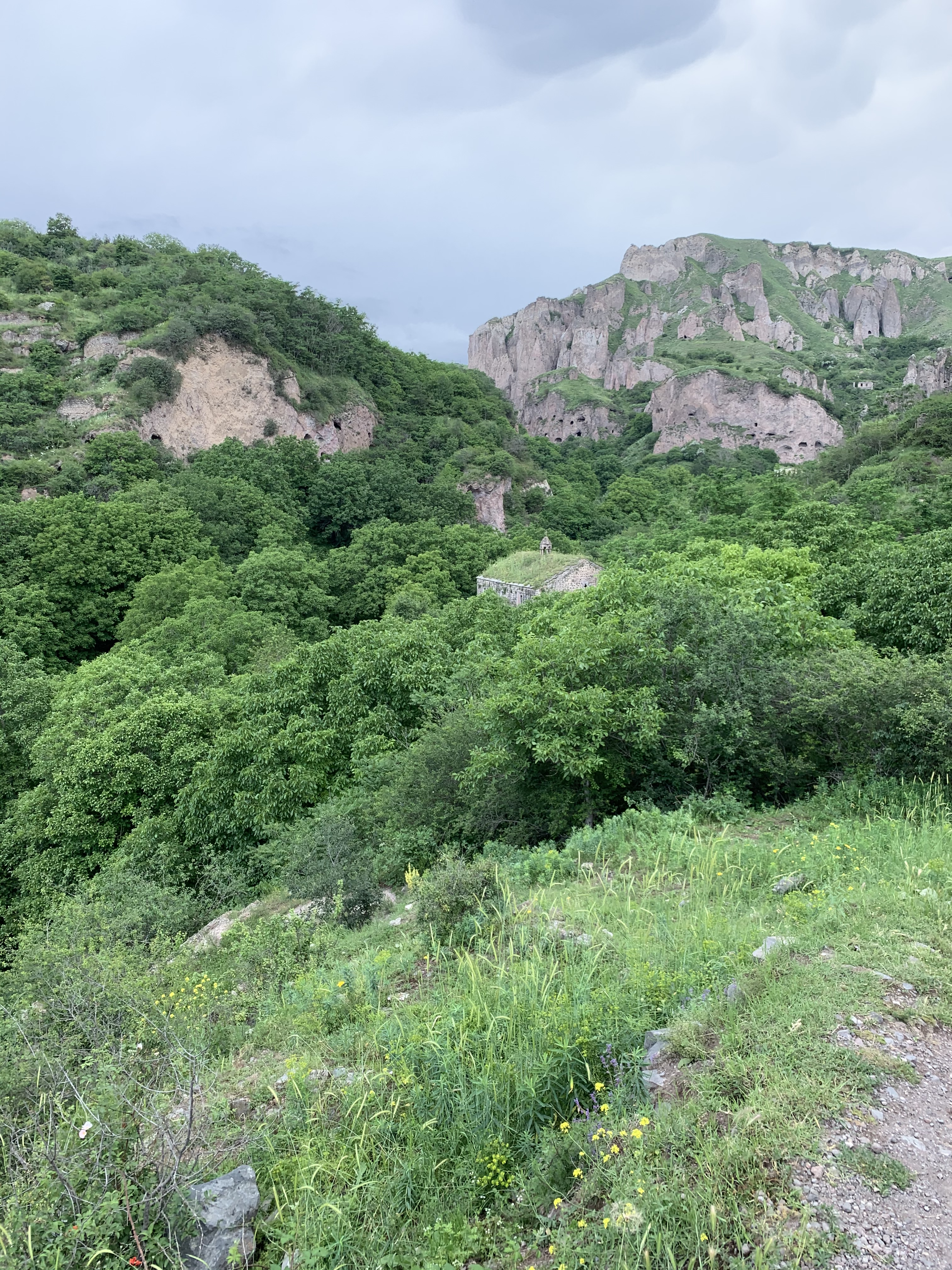
Пейзажи в районе Хндзореска и церковь Святой Рипсиме, 1665 год
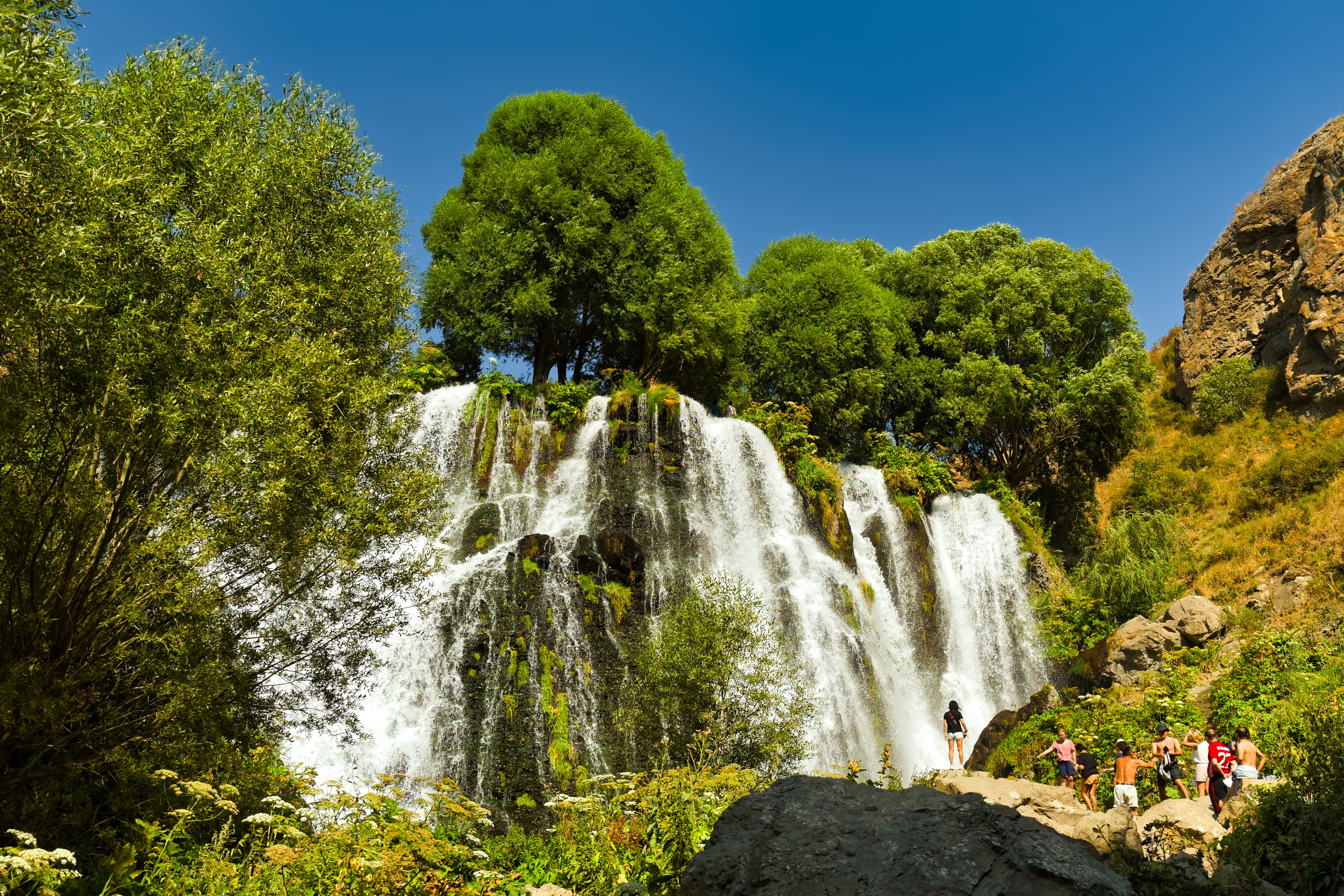
Шакинский водопад
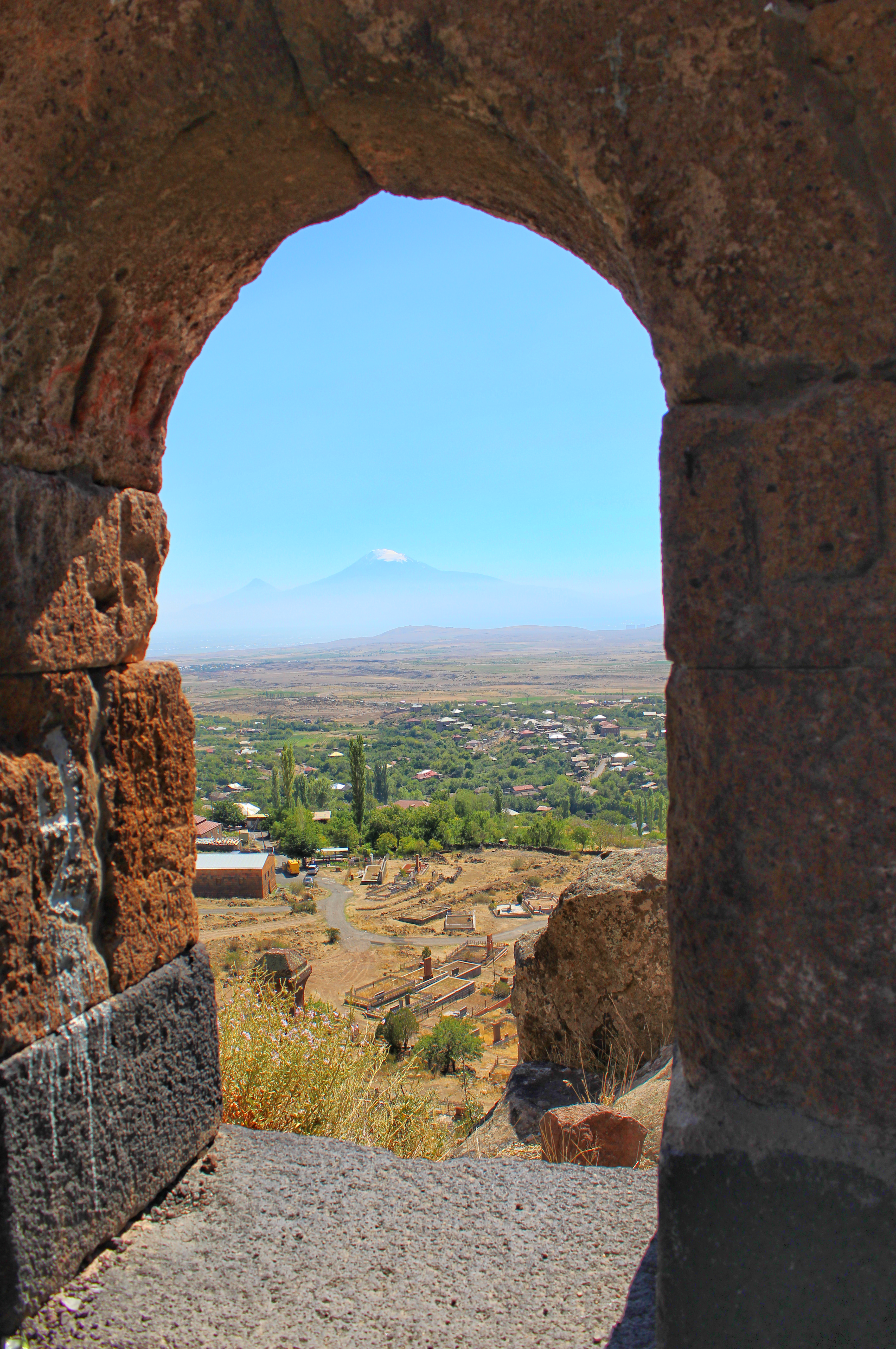
Вид с крепости Кош, Аштарак

## Активный отдых и экстремальный туризм

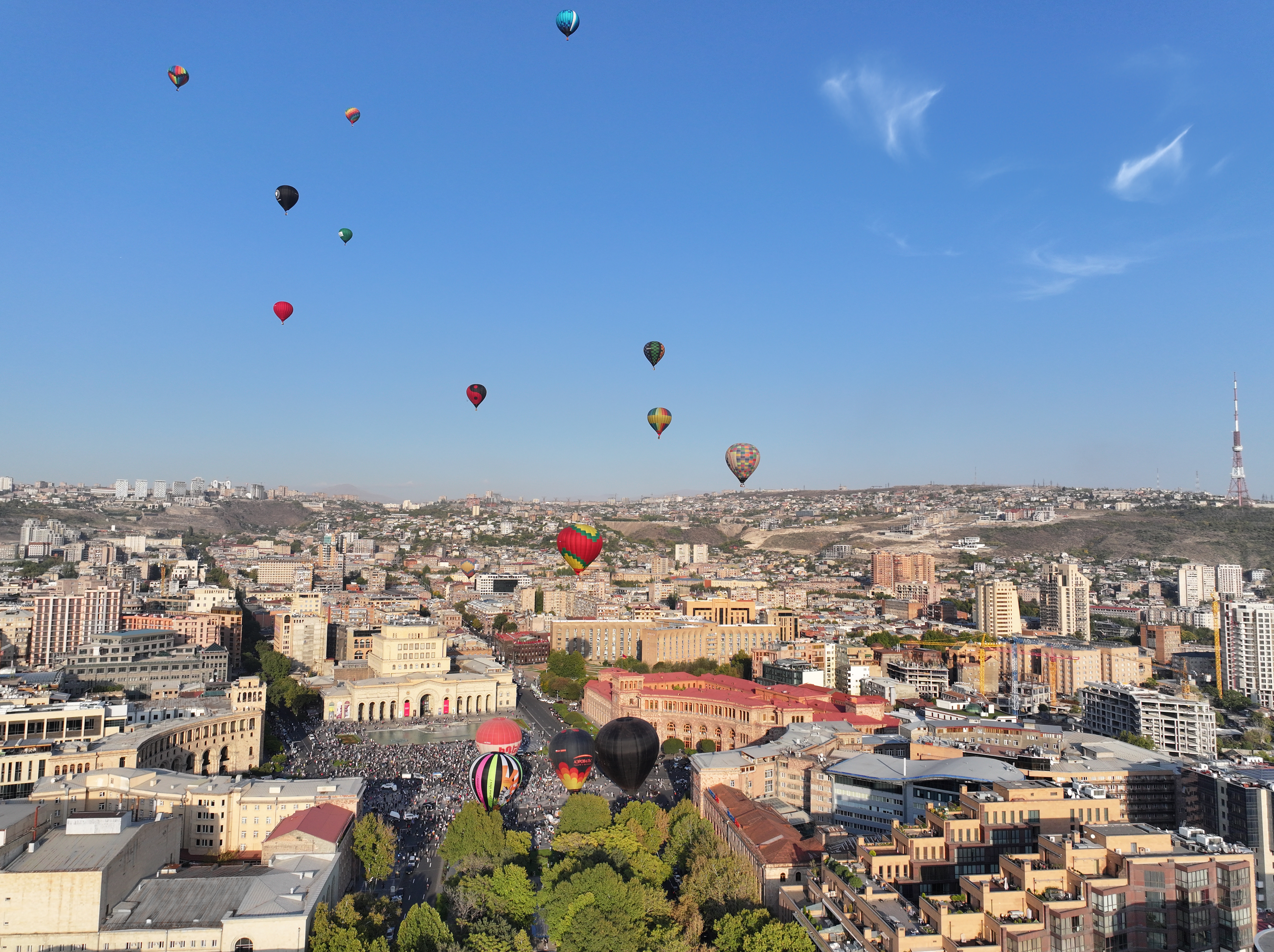
Фестиваль воздухоплавателей в Ереване, 2023

Согласно составленному в сентябре 2011 года списку всемирно известного журнала «National Geographic Traveler» по итогам международного голосования, Армения вошла в число трех стран, лидирующих в номинации «Активный, в том числе экстремальный туризм».

### Альпинизм и горный туризм

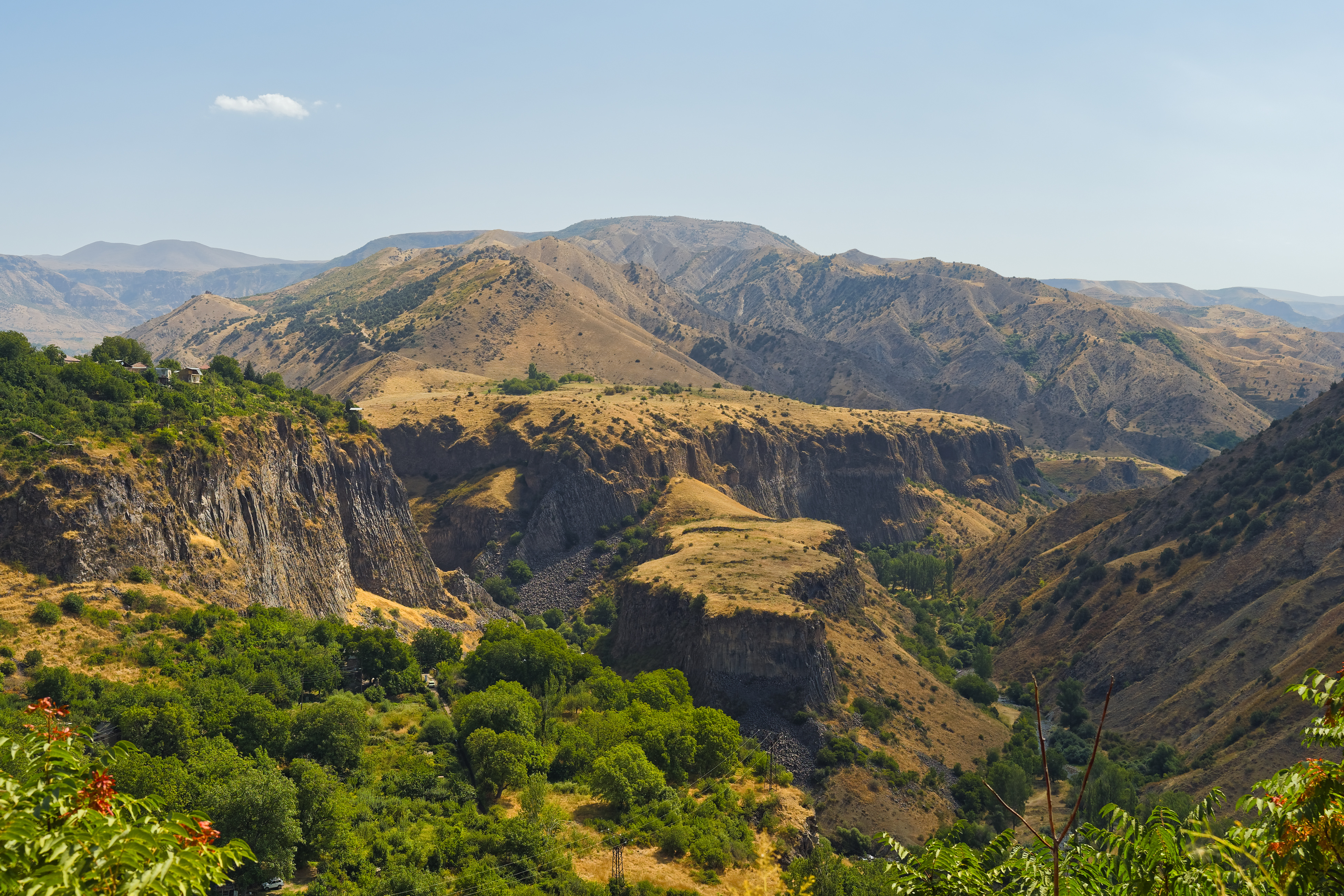
Пейзажи в окрестностях Гарни

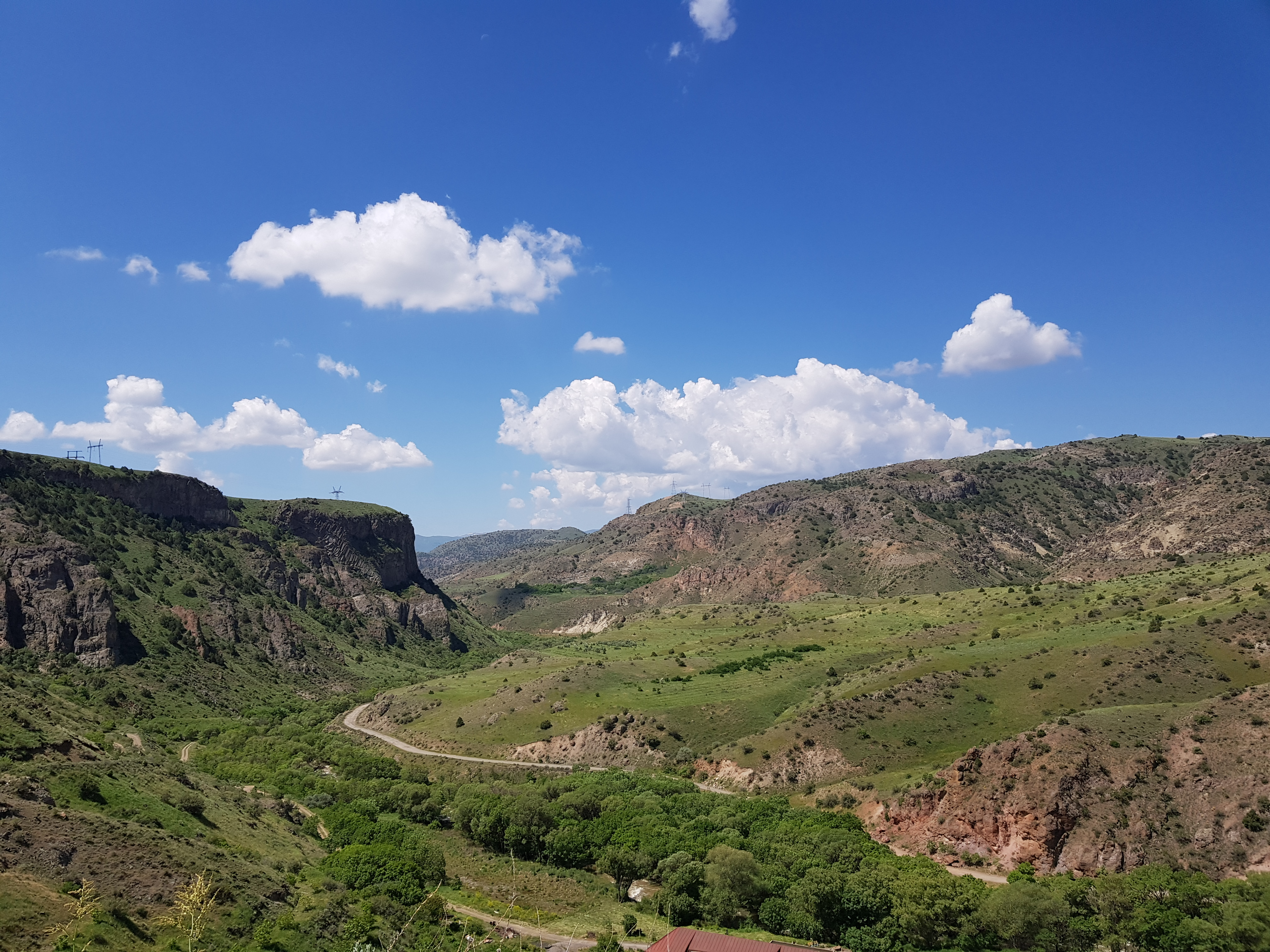
Пейзажи Вайоцдзора

Горный ландшафт Армении всегда был интересным для альпинистов. Здесь развиваются все разновидности альпинизма — скалолазание, экотуризм, покорение вершин и так далее.
Уже в советские годы в Армении был развит альпинизм и горный туризм. Существовала федерация альпинизма, а также многие институты и другие организации имели свои альпклубы. В начале 1990-х годов многие из них были закрыты или прекратили активную деятельность. В 2011 году была создана Армянская Федерация Альпинизма и Горного Туризма, которая объединяет многие местные турклубы и альпклубы, а также проводит различные мероприятия способствующие развитию экстремального туризма в стране.

### Воздушный экстремальный туризм

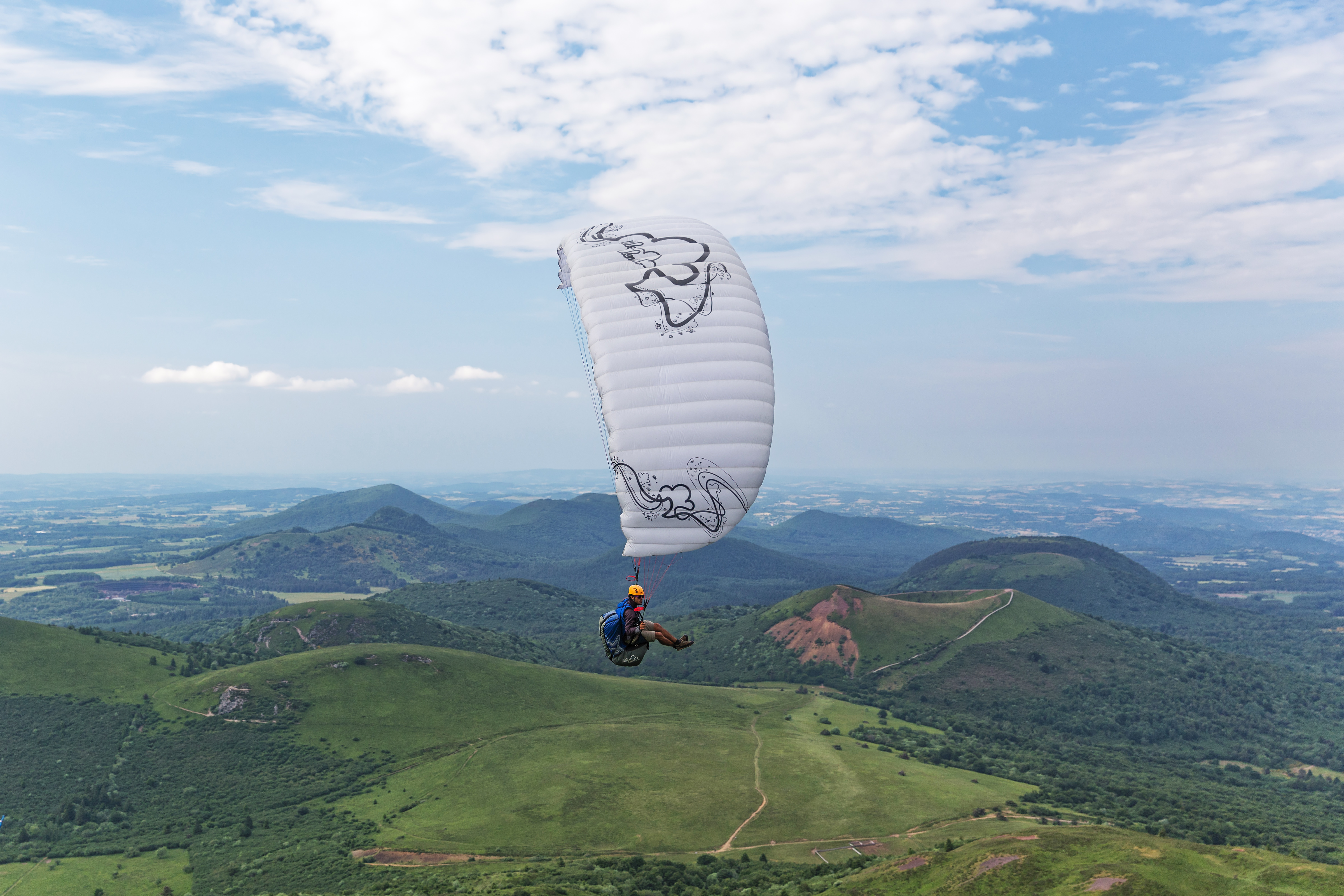
Парапланеризм

В 1934 году в Армении открывается первый аэроклуб, который действует до конца 1980-х. В 2002 году на по итогам собрания ветеранов аэроклуба было принято решение основать Федерацию Парашютного Спорта Армении. Парашютные прыжки осуществляются и теперь.
Из воздушных видов в Армении наиболее популярен парапланеризм (англ. Paragliding in Armenia) — полёт на крыле с использованием энергии восходящих потоков воздуха. Рельеф и климат Армении очень благоприятны для длительных полетов на параплане. В 2015 и 2016 соревнования на кубок России проводились в Армении. Стартуют парапланы в основном со склонов недалеко от села Цовагюх около Севана, на конической горе Атис недалеко от Еревана, на склонах недалеко от города Веди, на склонах горы Тегенис, а также несколько реже со многих других склонов.
Инструктора предлагают тандемные моторизированные полеты на трайке. В 2017 году были проведены международные соревнования мотопарапланов.
Воздухоплавание представлено в Армении полетами на воздушном шаре. В 2017 году в Армении был проведен международный фестиваль воздухоплавания. Компания «skyball.am» предлагает групповые полеты на воздушном шаре.

В 2016 году был проведен фестиваль бейсджампинга на Татевской канатной дороге, которая находится на расстоянии 240 км от Еревана и ведет в Татевский монастырь. Кабина летит над пропастью ущелья реки Воротан: высота местами достигает 320 м. Она является самой длинной в мире пассажирской канатной дорогой двойного реверсивного действия. Известная как «Крылья Татева» она соединяет села Алидзор и Татев через Воротанское ущелье. Длина аэротрамвая «Крылья Татева» составляет 5752 м, и этим она зарегистрирована в книге рекордов Гиннесса. Канатная дорога является самым коротким путем к Татевскому монастырю, но к нему можно дойти и пешком, проводятся походы и экспедиции.

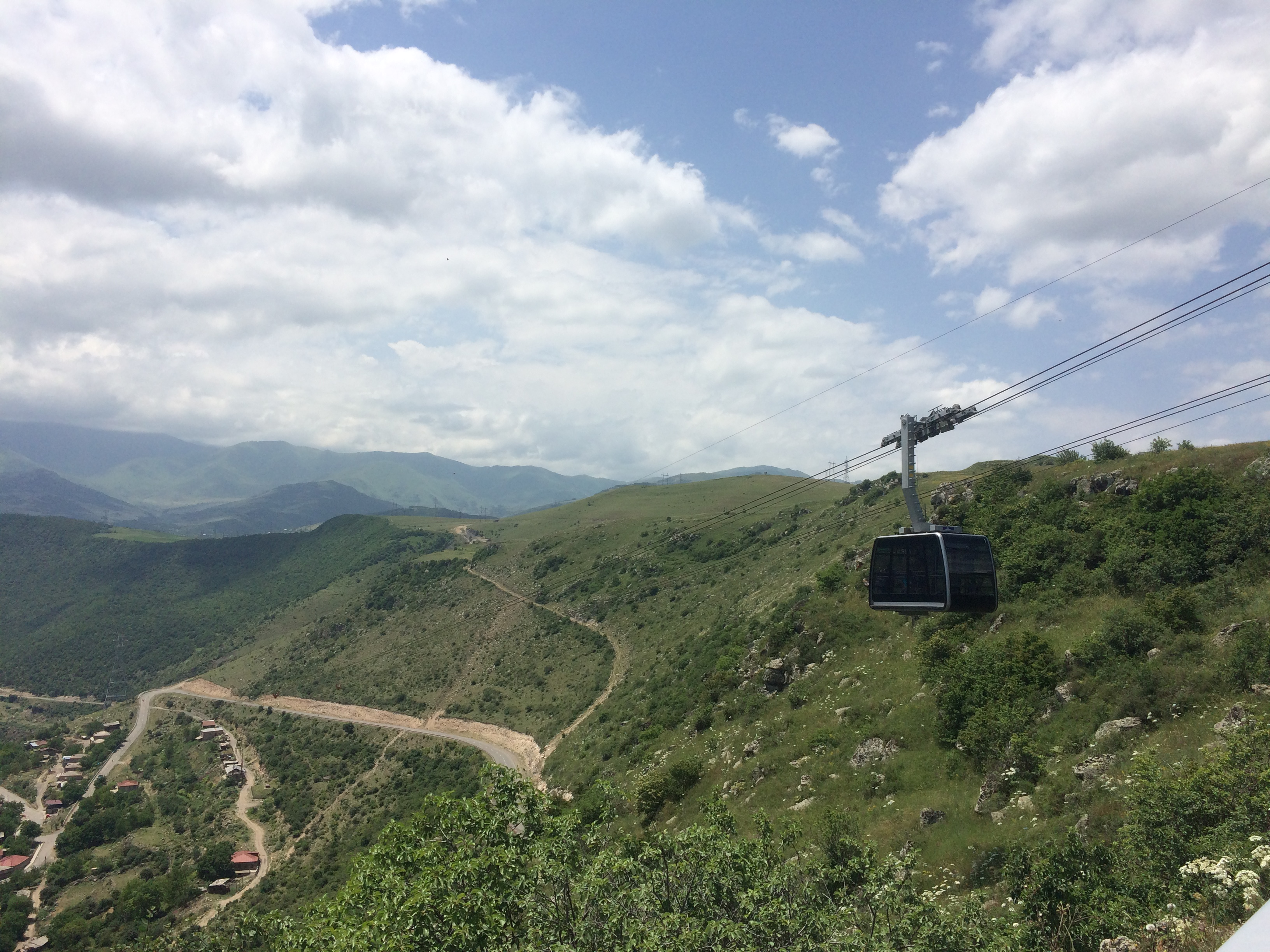
Татевская канатная дорога
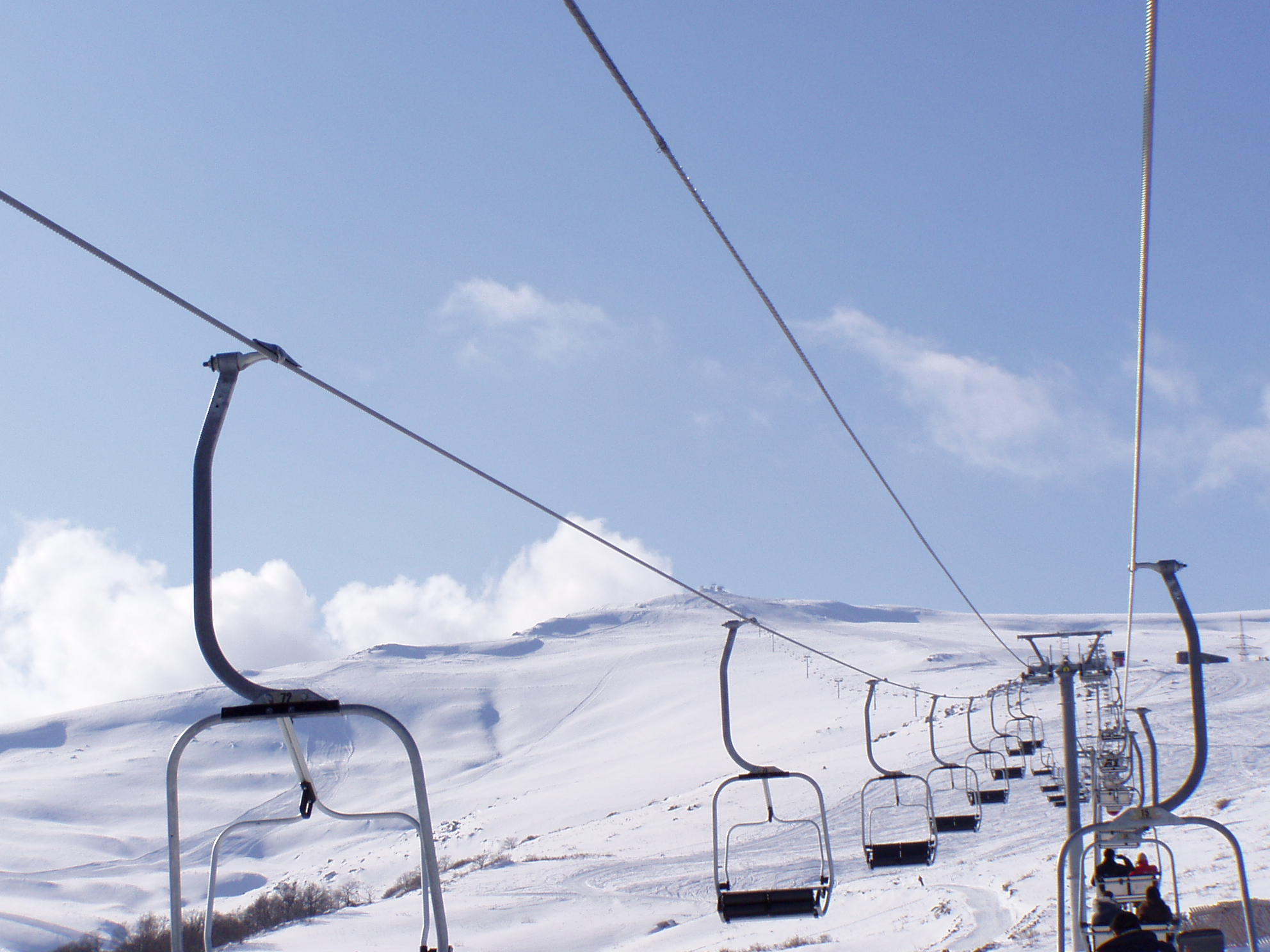
Цахкадзорская канатная дорога

### Зиплайн
На расстоянии 145 км к северу-востока от Еревана, по направлению магистрали Ереван-Тбилиси, находится деревня Енокаван. На территории последней, в местности Ластивер, 26 июля 2015 года был осуществлен первый в Армении полет на зиплайне. В течение следующего года количество посетителей превысило 10,000. Тур на зиплайне включает преодоление шести воздушных трасс (длиной от 150 до 750 м), одина из которых повторяется. Компания «Yell Extreme Park» первой в Армении предложила полеты на зиплайне. Кроме того на территории парка можно заниматься, парапланеризмом, горным велоспортом, и карабкаться в Rope Park, участвовать в оффроад турах.
В 2016 году зиплайн был открыт в Цахкадзоре и около озера Парз.

В 2018 года открылся зиплайн в Ереване в ущелье реки Раздан под мостом в квартал Давидашен.

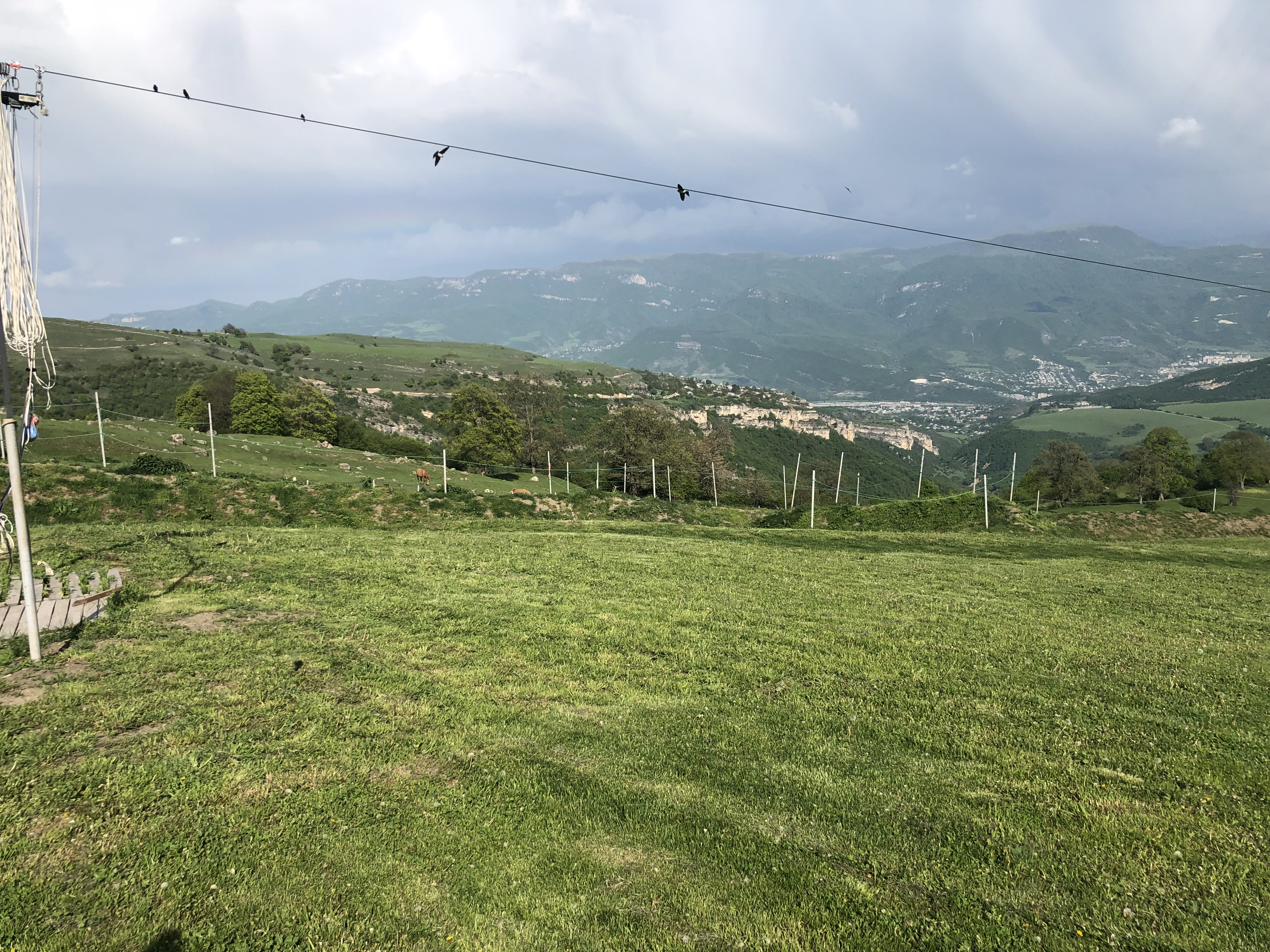
Парк приключений в Енокаване, Yell Extreme Park
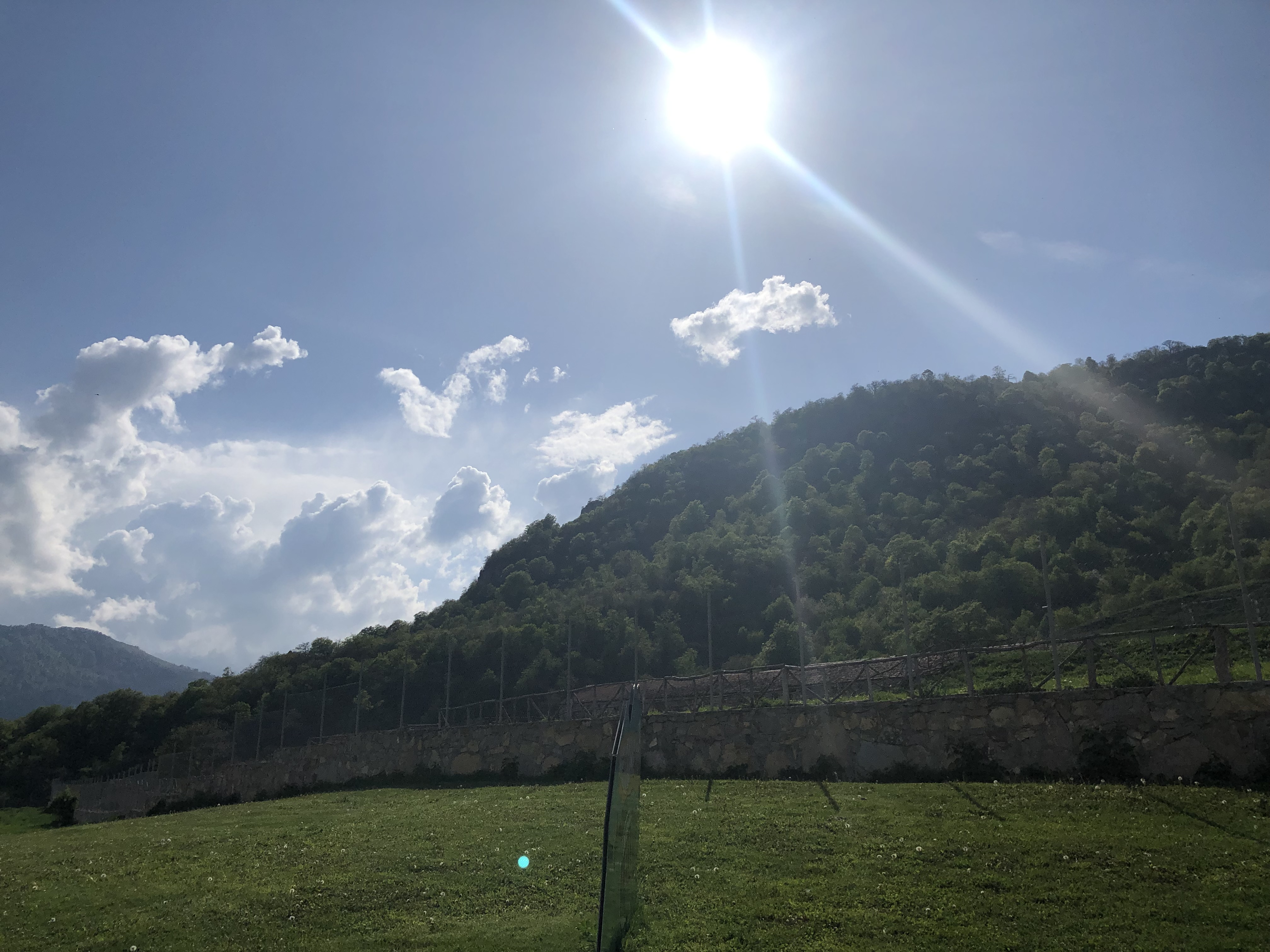
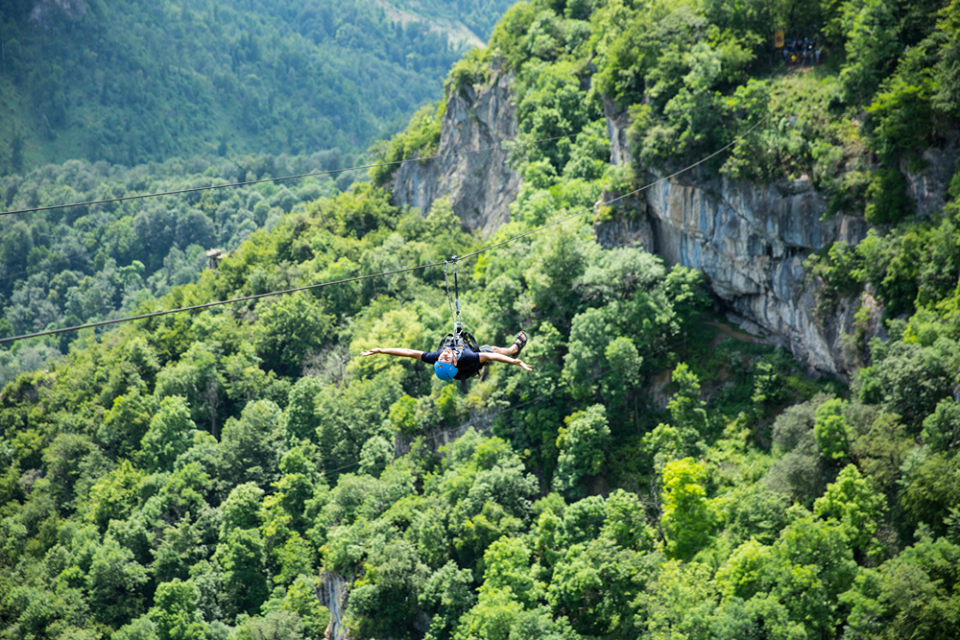
Зиплайн

### Активный отдых на воде

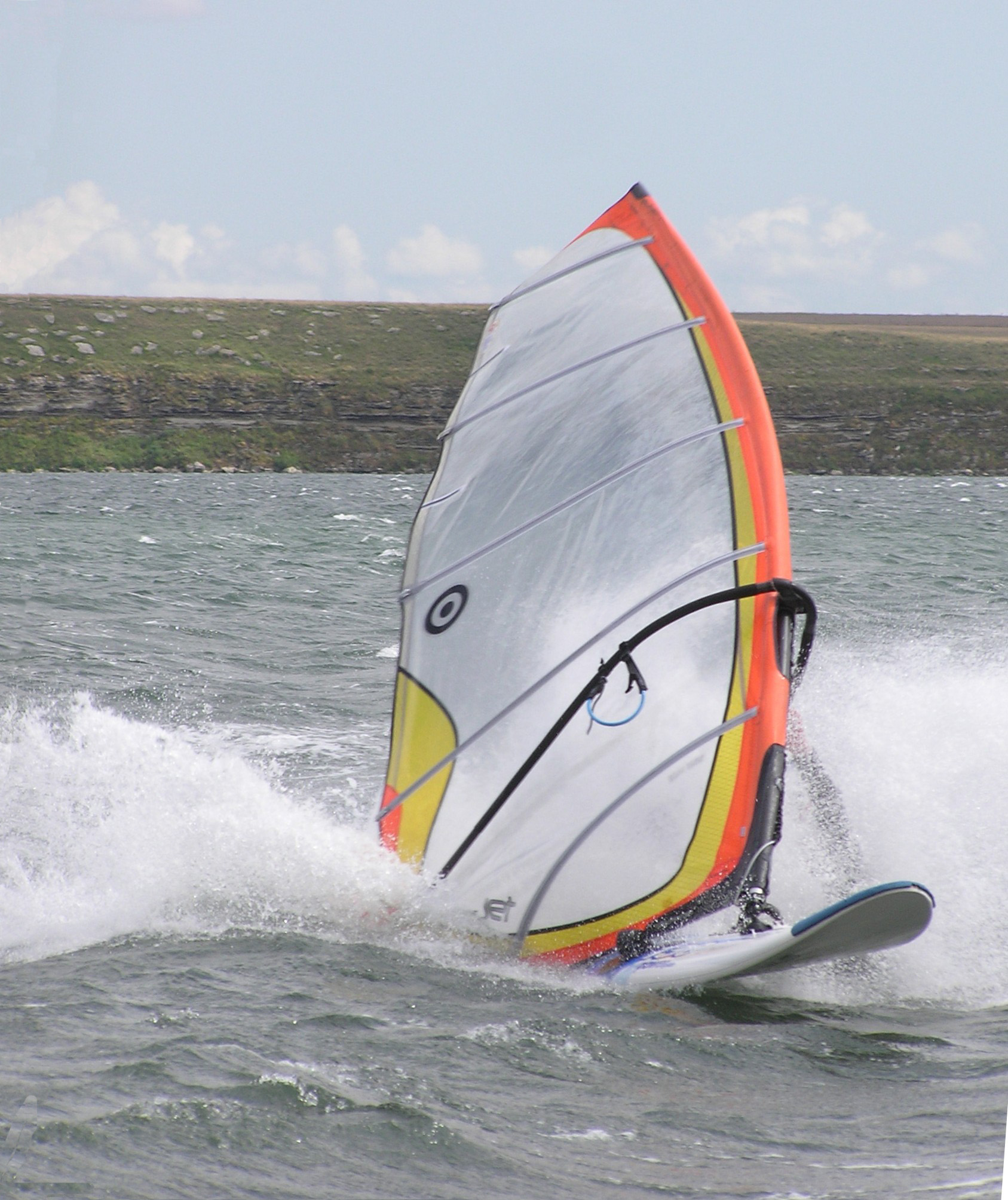
Виндсерфинг

На берегу озера Севан сегодня действует 11 общественных пляжей. На территории Гегаркуникской области действует 50 отелей.
На озере Севан можно заниматься виндсерфингом или прокататься на парусной яхте. На полуострове Артаниш находится небольшой порт парусных судов а чуть дальше в зоне отдыха Вишап где встречаются любители различных видов активного отдыха на воде — кайтсерфинга, водных лыж, вейкбординга, дайвинга и др.
Квалифицированные специалисты предлагают курсы по обучению дайвингу, которые проводятся в Ереване и на Севане.
Среди множества горных рек Армении, некоторые отлично подходят для рафтинга :
1. Дзорагет — 6 категория сложности
2. Касах — 3 категория сложности
3. Дебед[42][43] — 3 категория сложности.

### Винодельни и винный туризм
По словам Креативного директора Издательства Simple Wine News Дмитрия Мережко, Армения обладает уникальным набором факторов, которые способны сделать страну настоящей звездой виноделия. Речь о глубочайшей истории с обоснованной заявкой на звание родины виноделия. Там по-настоящему аборигенная подборка сортов, непохожих ни на международные, ни на другие кавказские сорта (арени, ахтанак, хатун, воскеат, хндогни, а также кроссы типа кармраюта и кангуна), причем обладающих характеристиками, позволяющими получать вина в востребованных стилях.
В последнее время в Армении набирает популярность не только культурно-исторические туры, но и экскурсии по винодельням. Последнее десятилетие можно смело назвать новой волной в древней истории виноделия Армении. Здесь то и дело появляются винодельни, впечатляющие даже бывалых иностранных дегустаторов. Сейчас в стране зарегистрировано более 100 виноделен. Постепенно изменилась и культура потребления: сегодня винную палитру Армении можно продегустировать как на «самой винной» улице Сарьяна в Ереване, так и за городом, на природе, наслаждаясь видами виноградников и гор. 

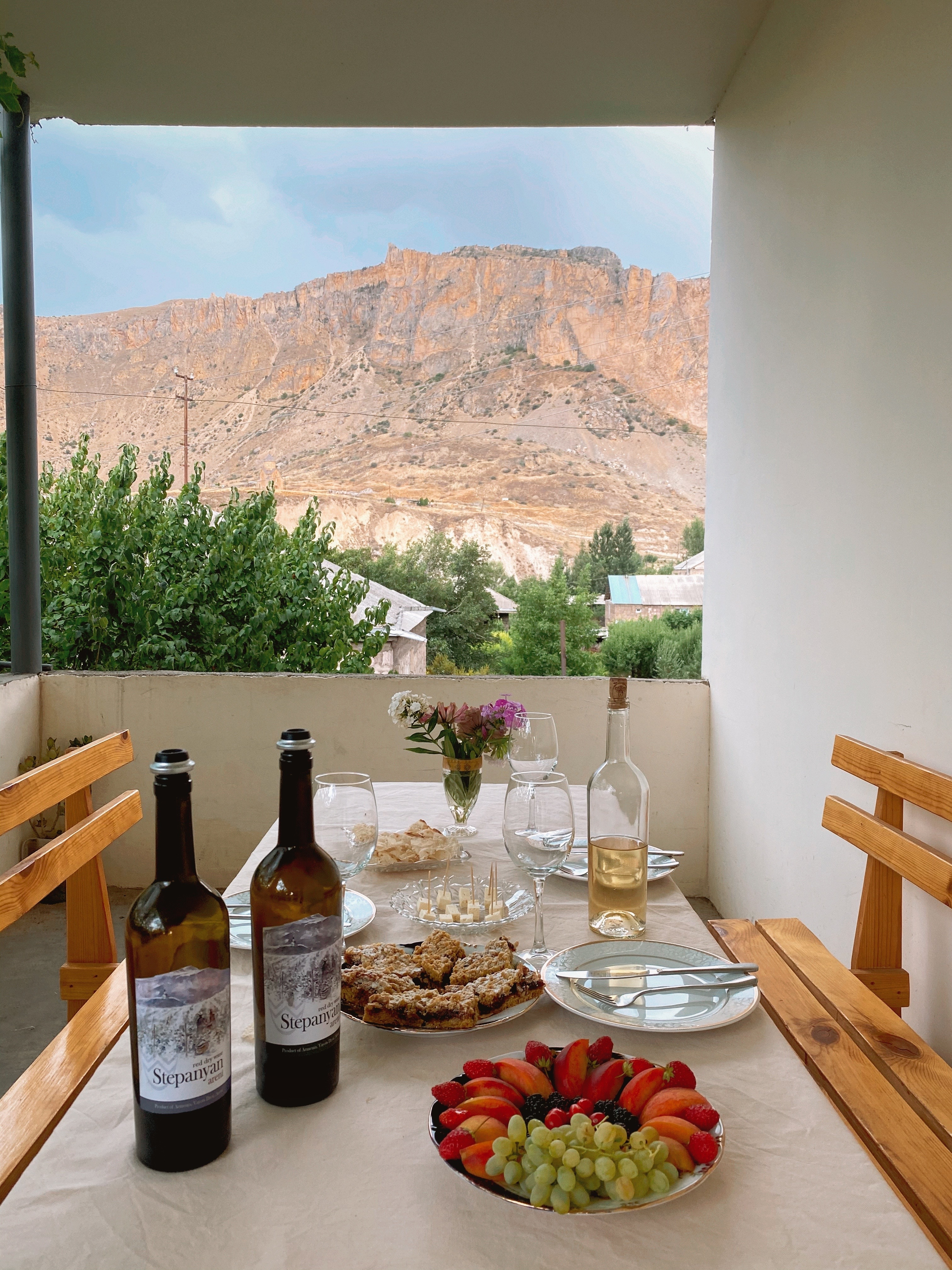
Частная сыроварня в селе Норатус

### Активный отдых зимой

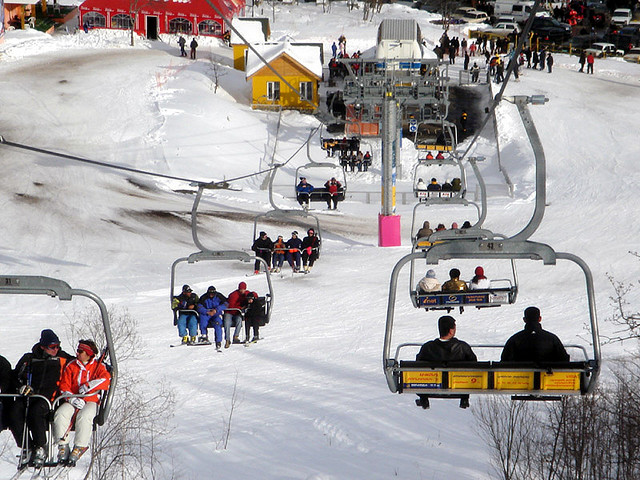
Цахкадзорская канатная дорога

В некоторых горных курортах Армении, в частности — Цахкадзоре и Джермуке организованы возможности для зимнего отдыха, где можно кататься на лыжах, сноуборде и заниматься прочими зимними видами спорта.
Цахкадзор находится на расстоянии 50 км от Еревана (45 минут езды на машине). Местная канатная дорога была открыта в еще 1967 году, а в начале XXI века подъемники были заменены новыми западноевропейского производства. Канатная дорога соответствует современным стандартам и состоит из пяти секторов. Она частично работает также и летом. Низшая точка находится на восточном склоне горы Тегенис на высоте 1966 м над уровнем моря, а верхняя станция на вершине горы — на высоте 2819 м. На лыжных трассах находятся медпункты и рестораны. Цахкадзор вошел в топ-10 самых лучших и популярных курортов ближнего зарубежья и стран СНГ для горнолыжного отдыха российских туристов зимой 2018—2019 гг. согласно аналитическому агентству ТурСтат.
В начале 2018 года правительство одобрило проект по строительству нового большого горнолыжного курорта на склонах горы Маймех вблизи от города Ванадзор.
В октябре 2018 года замминистра экономического развития и инвестиций сообщил, что французская компания Poma намерена открыть в Армении горнолыжную зону.
На плоскогорьях в Шираке где зимой всегда заснежено и ветрено популярен сноукайтинг.

## Отели и дома отдыха

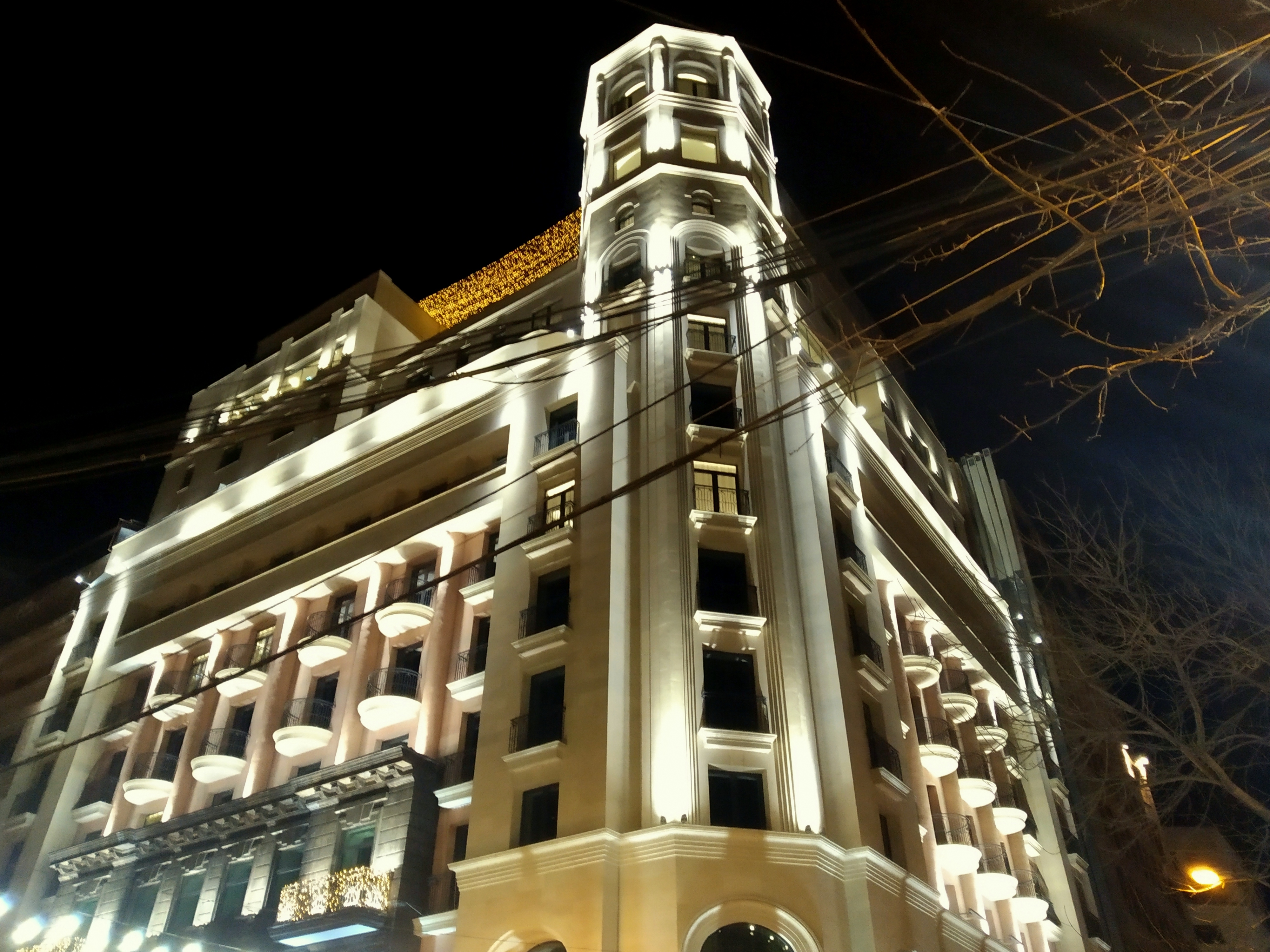
Отель в Ереване

Большинство гостиниц сосредоточены в Ереване, а также в Цахкадзоре, Джермуке, Дилижане и в прибрежии озера Севан. Напр. сеть гостиниц «Tufenkian» (Ереван, Севан, Лори, Дилижан), гостиничный комплекс компании «Marriott» и отель «Golden Palace» в Цахкадзоре. Недавно в Ереване открылись новые высококлассные гостиницы — The Alexander Hotel, Opera Suite Hotel и Radisson Blu. Хорошие отели и дома отдыха есть также и в других регионах страны.
В 2019 году Армения оценена как 7-я лучшая в мире по соотношению цена/качество отелей.

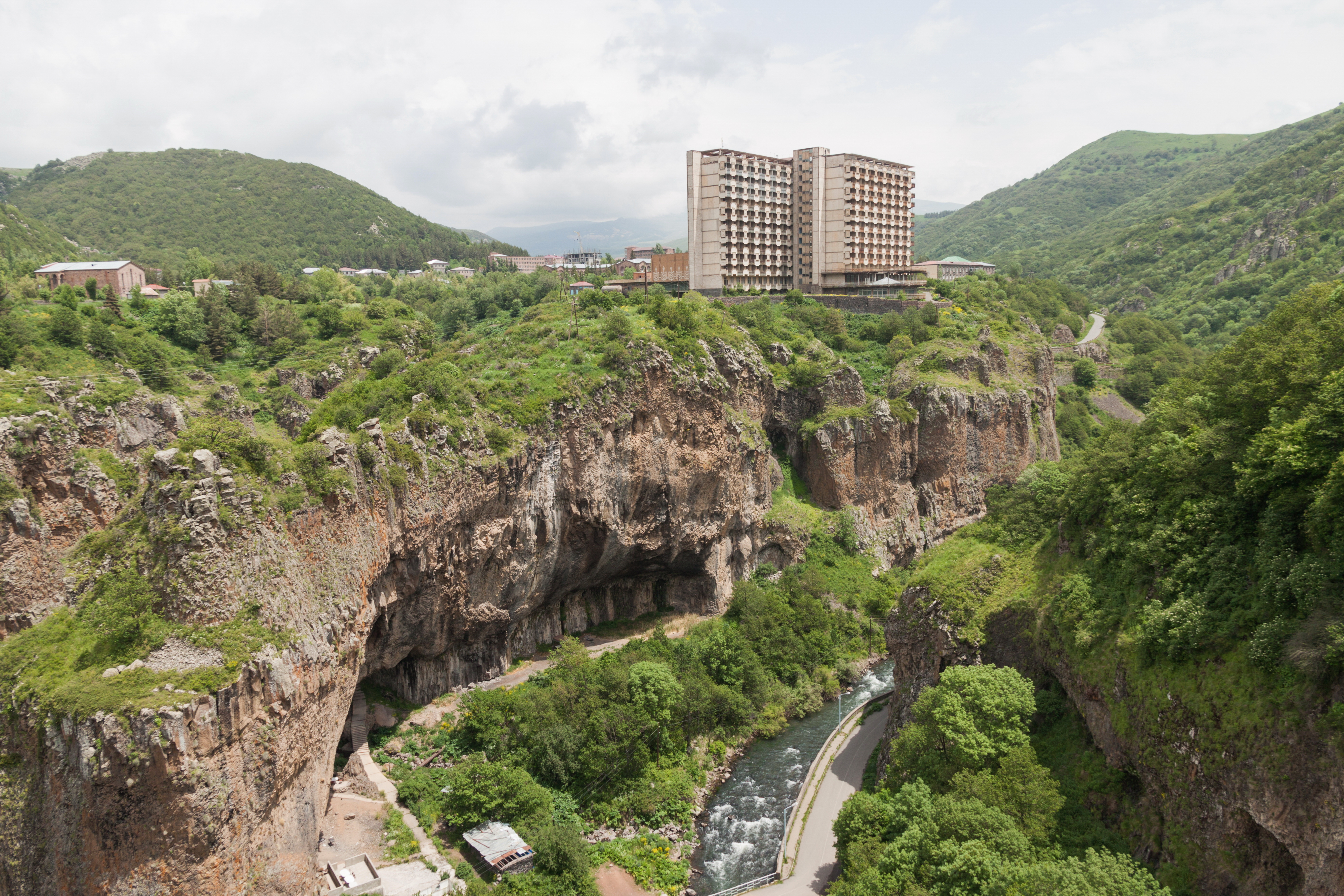
Отель в Джермуке

Рост числа отелей в республике представлен на диаграмме справа. В период с 2013 по 2019 годы в Армении открылось около 300 гостиниц. По данным на лето 2019 года в республике действуют около 600 отелей.
Кроме отелей в Армении действуют много домов отдыха, часто обозначаемых как «bed and breakfast».

## Транспорт и связь
Армения является одной из 44 современных стран мира, не имеющих выхода к морю, в связи с чем в Армении отсутствует морское и речное судоходство. Связь с остальными странами осуществляется через железную и автомобильные дороги, а также воздушным путём.

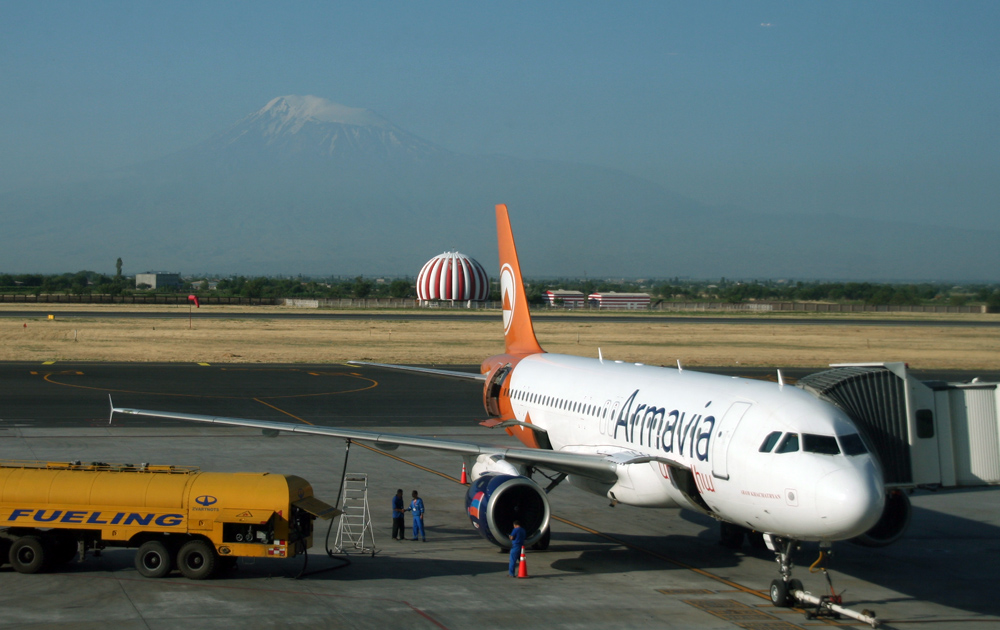
Самолет A320 национального авиаперевозчика Армении Армавиа в международном аэропорту «Звартноц»

### Авиация

#### Местные авиакомпании
Несмотря на то, что в Армении сертификат эксплуатанта воздушного судна имеют шесть авиакомпаний, что дает им право осуществлять коммерческие перевозки, в стране работает только один оператор (авиакомпания «Армения»). «Тарон-Авиа», «Atlantis European Airways» и «Марс Авиа» сдали свои самолеты в аренду иностранным эксплуатантам, а «Армения Эйрвейз» и «Армениан хеликоптерс», несмотря на наличие самолетов, пока не начали работать или только приступили к работе. «Армения Эйрвейз» объявила об открытии рейса на Тегеран в июне 2019 года.

#### Внутренние авиарейсы
Во второй половине XX века была основана армянская авиация. На территории Еревана был построен аэропорт «Эребуни», затем — аэропорт «Звартноц». В тот же период были построены аэропорты «Тавуш» (Берд), «Шинуайр» (Горис) «Ширак», (Гюмри), а также аэродромы для небольших самолетов и вертолетов местного значения в городах Гавар, Джермук, Варденис, Сисиан, Мегри, Капан, Нор-Ачин, Ташир и Степанаван, которые были закрыты после распада Советского Союза.
Аэропорт города Капан в южной области Сюник восстановлен. С лета 2020 намечается осуществление регулярных рейсов в Ереван на чешском самолете L 410. Летом 2018 года в правительство поступило предварительное предложение об открытии рейсов из Еревана в Джермук.

#### Международные авиарейсы
Главные воздушные врата Армении — международный аэропорт «Звартноц» Еревана. Наибольшее количество рейсов связывают Ереван с московскими аэропортами «Шереметьево» и «Домодедово».
В настоящее время установилось воздушное сообщение со многими российскими городами (Москва, Санкт-Петербург, Ростов, Краснодар, Минеральные Воды, Сочи, Екатеринбург, Сургут, Новосибирск, Анапа, Воронеж) а также с городами
| - Астана - Афины - Ашхабад - Барселона - Бейрут | - Брюссель - Бухарест - Варшава - Вена | - Дамаск - Доха - Дубай - Одесса - Киев | - Кувейт - Лион - Минск - Париж - Прага | - Стамбул - Тбилиси - Тегеран - Тель-Авив - Шарм-эш-Шейх |

и другие.
В период 06.2016 — 06.2018 Более 12 новых авиакомпаний вышли на авиационный рынок Армении. В числе новых авиакомпаний в Главном управлении гражданской авиации Армении отметили таких авиаперевозчиков как Armenia Airways, Brussels Airways, Qatar Airways, Wataniya Airways, Germania Fluggesellschaft, Arkia Israeli Airlines, Cham Wings, Air Cairo, Turkmenistan Airlines, Red Wings, Nordwind Airlines, Pobeda. Помимо этого, на армянский рынок вернулись две авиакомпании Belavia, Czech Airlines. На межправительственном уровне идет обсуждение перспектив открытия регулярных рейсов Ереван-София и Ереван-Бургас.
В 2018 году в летний период будут осуществляться чартерные рейсы по таким направлениям как Франция (Ницца), Кипр (Ларнака), Черногория (Тиват), Греция (Араксос, Кос, Ираклион, Родос, Салоники), Болгария (Варна, Бургас), Италия (Римини, Венеция), Испания (Барселона), Египет (Хургада).

### Железнодорожный транспорт

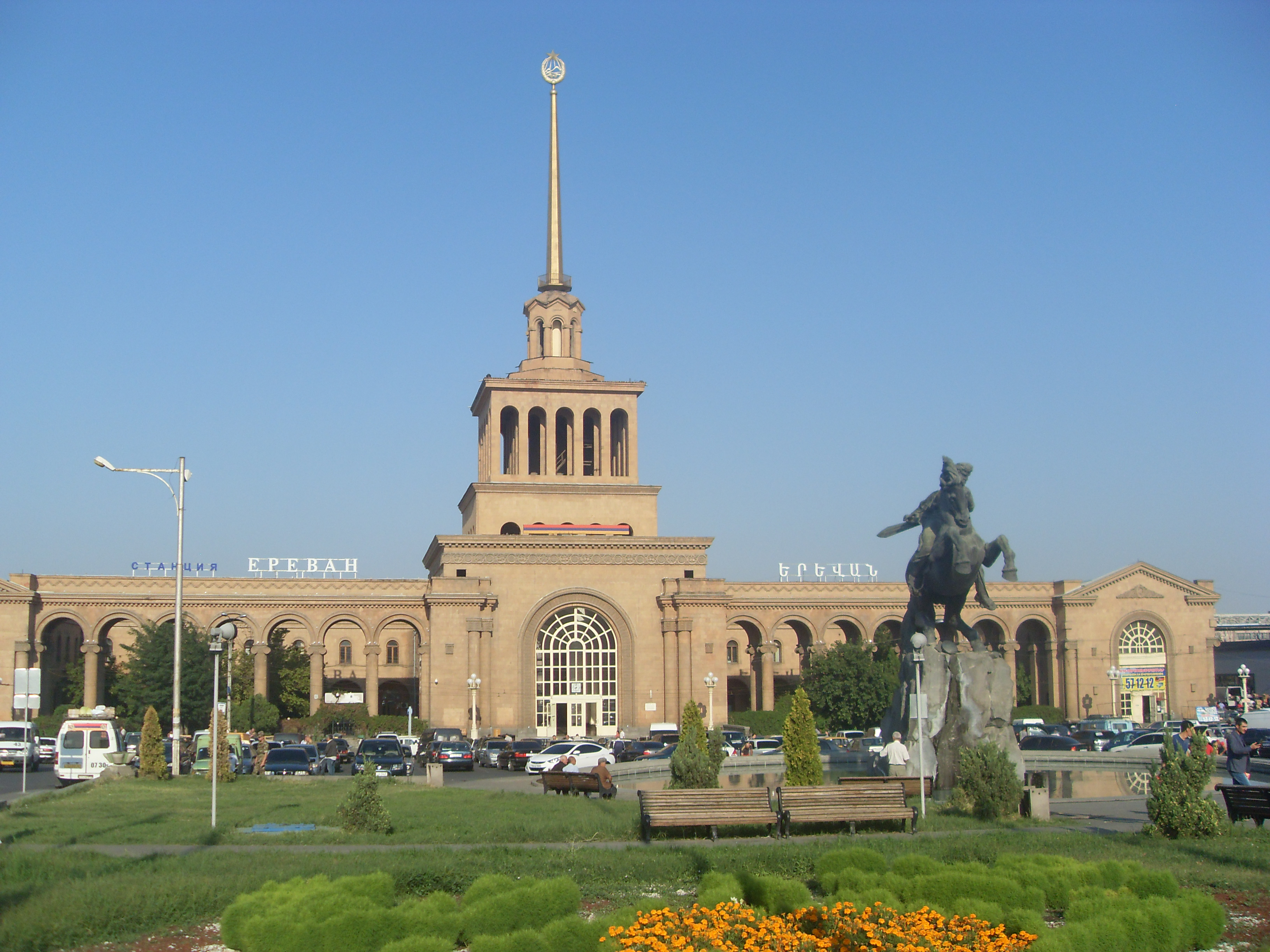
Железнодорожная станция «Ереван» и памятник Давиду Сасунскому

Закавказская железная дорога была построена с конца XIX века. Она соединяла Тбилиси с Баку. Позднее были проведены железные пути между Тбилиси и Батуми, Тбилиси-Ванадзор-Гюмри, Гюмри-Карс и Гюмри-Ереван-Нахичевань. В период советской власти была построена железная дорога Ереван-Севан, из которого она ветвится на север — Иджеван, и на юг — Сотк. Была проведена также железная дорога между Нахичеванем и Баку, которая проходила через южную часть Сюникской области, также имеется отдельная ветка в Капан. Из городов Батуми и Баку по берегам Чёрного и Каспийского морей закавказская железная дорога связывалась с Россией, а со стороны Нахичевани и Карса — с Ираном и Турцией. После Первой карабахской войны были закрыты армяно-азербайджанская, армяно-турецкая и абхазо-грузинская границы. В настоящее время Армения имеет железнодорожное сообщение только с Грузией.
13 февраля 2008 года в г. Ереване между ОАО «Российские железные дороги» и Республикой Армения был подписан договор о передаче системы железнодорожного транспорта республики в концессионное управление ЗАО «Южно-Кавказская железная дорога» сроком до 2038 года.
В 2018 году запущен современный электропоезд на линии Ереван-Гюмри, который сократил время в пути до двух часов. В 2019 году в Армению поставлен второй состав этой же модели.
В летний период с 15 июня 2018 года по маршруту Ереван-Тбилиси-Батуми будет ежедневно курсировать пассажирский поезд. Состав выйдет из Еревана в 15:30 и прибудет в Батуми в 07:10, отправится из Батуми в Ереван в 15:40 и прибудет в столицу Армении в 07:25.

### Автомобильный транспорт

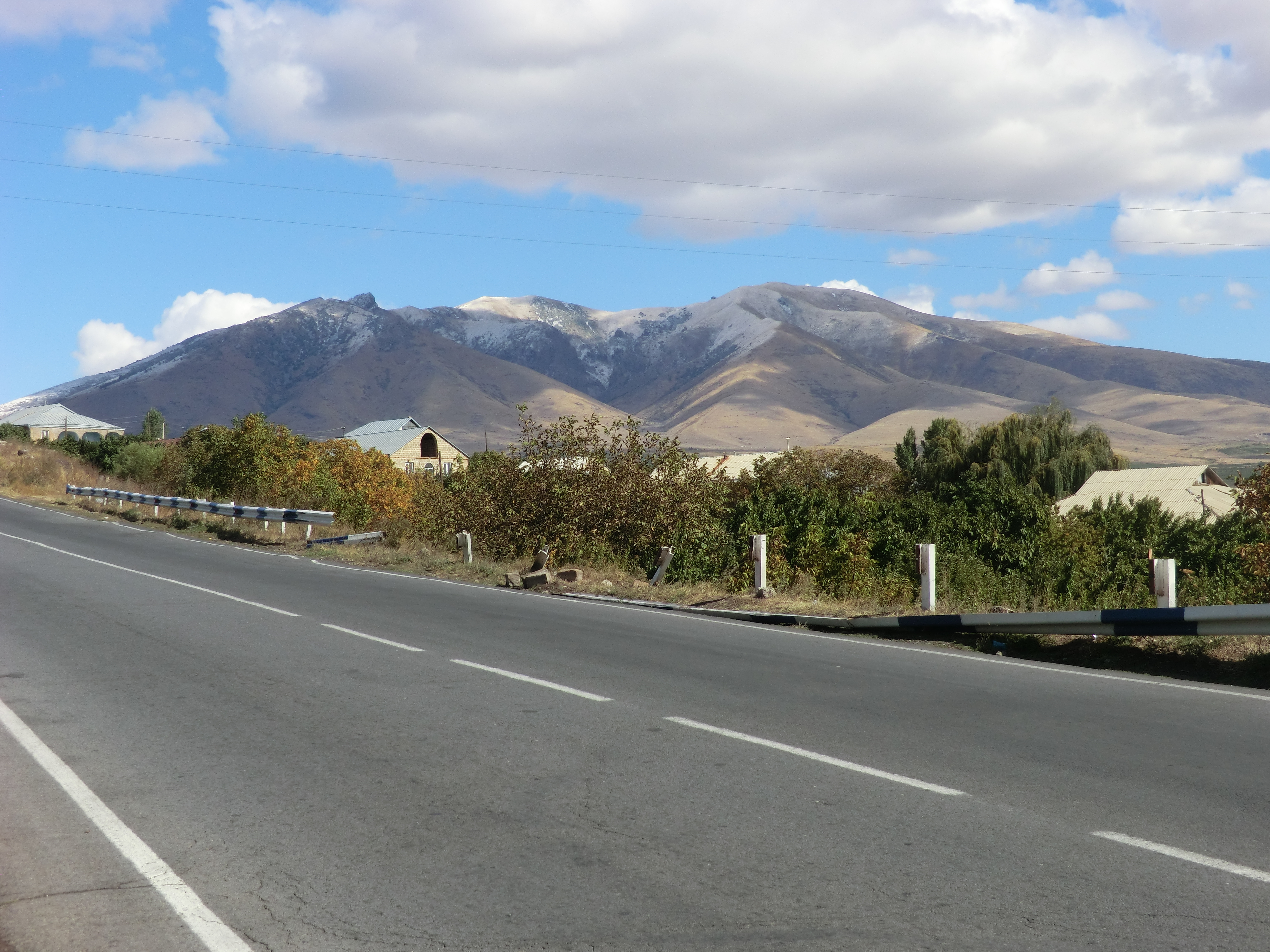
Трасса Ереван-Оганаван (на заднем плане — гора Араилер)

Активно используется автомобильный транспорт. Асфальтовые шоссе соединяет Армению с соседними странами. Через Мегри, в Армению приезжают тысячи иранских туристов. Их основной вид транспорта — автобусы, иногда — микроавтобусы. На севере есть 3 пропускных пункта — в поселках Бавра, Гогаван и Баграташен, которые находятся на армяно-грузинской границе.
До осени 2020 года на востоке страны находились ещё два пропускных пункта на дорогах — Сотк-Кельбаджар и Горис-Лачын. В настоящее время дорога в Кельбаджар закрыта, а Лачинский коридор находится под контролем российского миротворческого контингента.
Армения является транзитной страной в узком смысле между Грузией и Ираном, и в широком смысле между Европой и Ближним Востоком.
С этой точки зрения важно завершение строительства новой магистрали «север-юг», которое началось в 2010-х годах. По проекту длина автомагистрали составляет 600 км, из которых почти 100 км уже отстроено. Новая бетонная дорога будет проходить по областям Сюник, Вайоц Дзор, Арарат, Армавир, Арагацотн и Ширак.
В Ереване действует городской транспорт — такси, автобусы, микроавтобусы, троллейбусы, метро.
Наряду с бензином и дизелем автомобильный транспорт в Армении широко использует природный (СПГ, метан) и нефтяной (LPG, бутан) газ, что благоприятно сказывается на экологии. Этому способствует сеть широкая сеть с около 400 газозаправочными станциями по всей стране. По некоторым данным Армения лидирует в мире по доле транспортных средств работающих на природном газе.

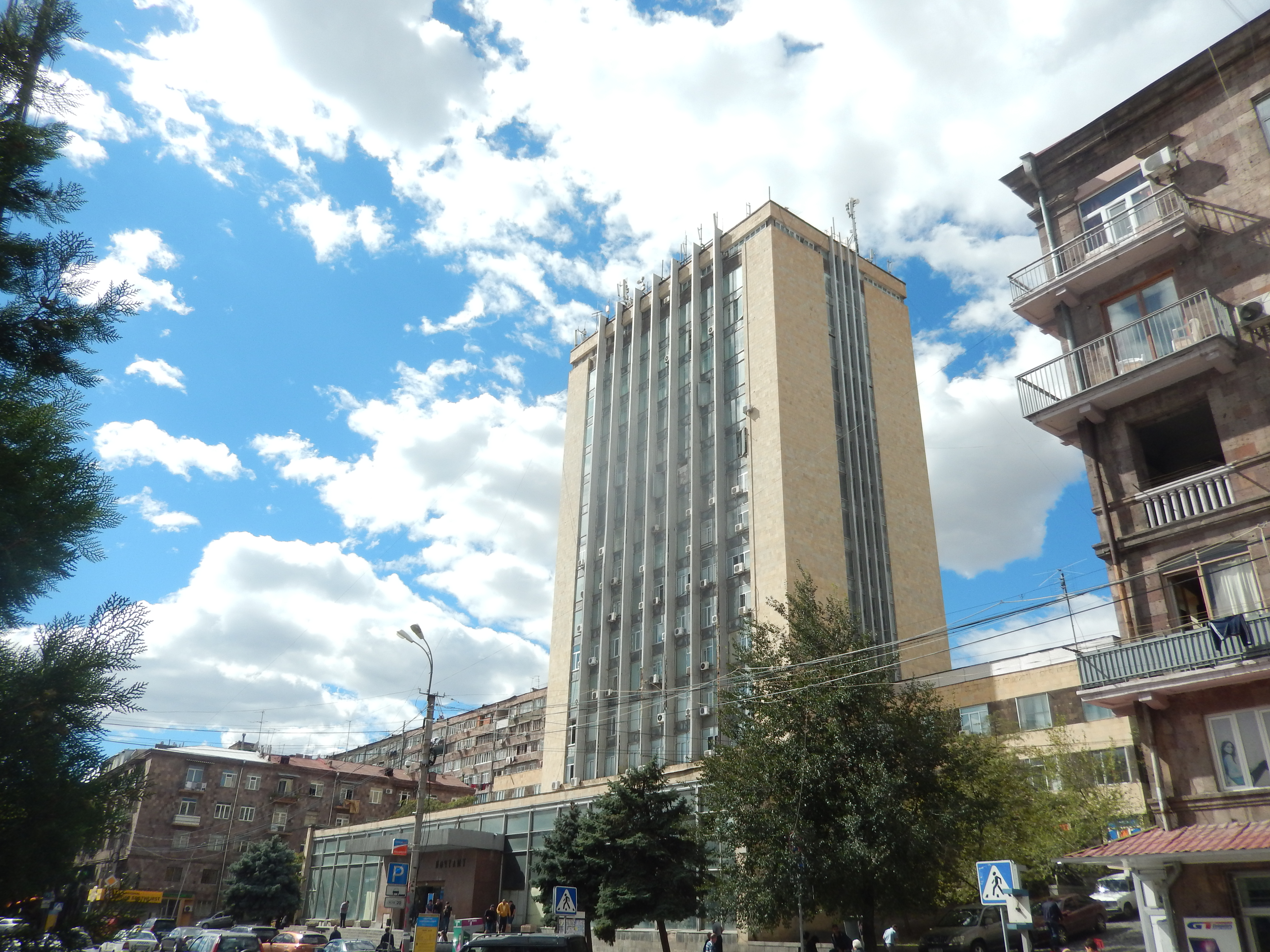
Здание почты в Ереване

### Связь
История армянской почты имеет двухсотлетнюю историю. Первая станция ереванской почты была построена в 1828 году. С 1991 года Армпочта является независимым видом связи с 900 почтовыми отделениями, под названием «Айпост». Компания оказывает населению почтовые, финансовые и электронные услуги, а также занимается продажей сопутствующих товаров
Телефонный код Армении — +374. Мобильные номера и городские номера Еревана имеют двузначный код, а в областях — код трехзначный. В Армении есть 3 основных телефонных оператора мобильной телефонии (VivaCell-MTS, Beeline и Ucom). Они предоставляют также интернет-услуги и кабельное телевидение, а компании Arminco и Rostelecom предоставляют только интернет-услуги.
Мобильная сеть доступна на всей территории страны.

## Объекты Всемирного наследия ЮНЕСКО

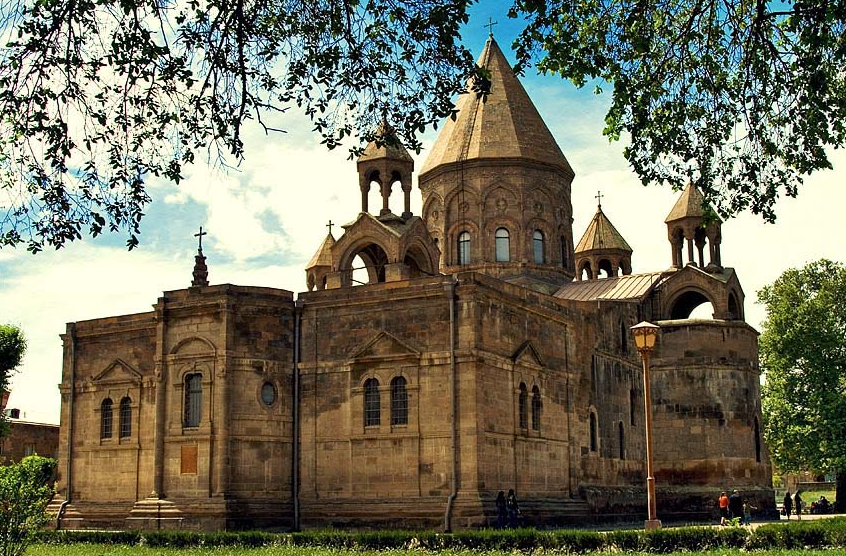
Эчмиадзин
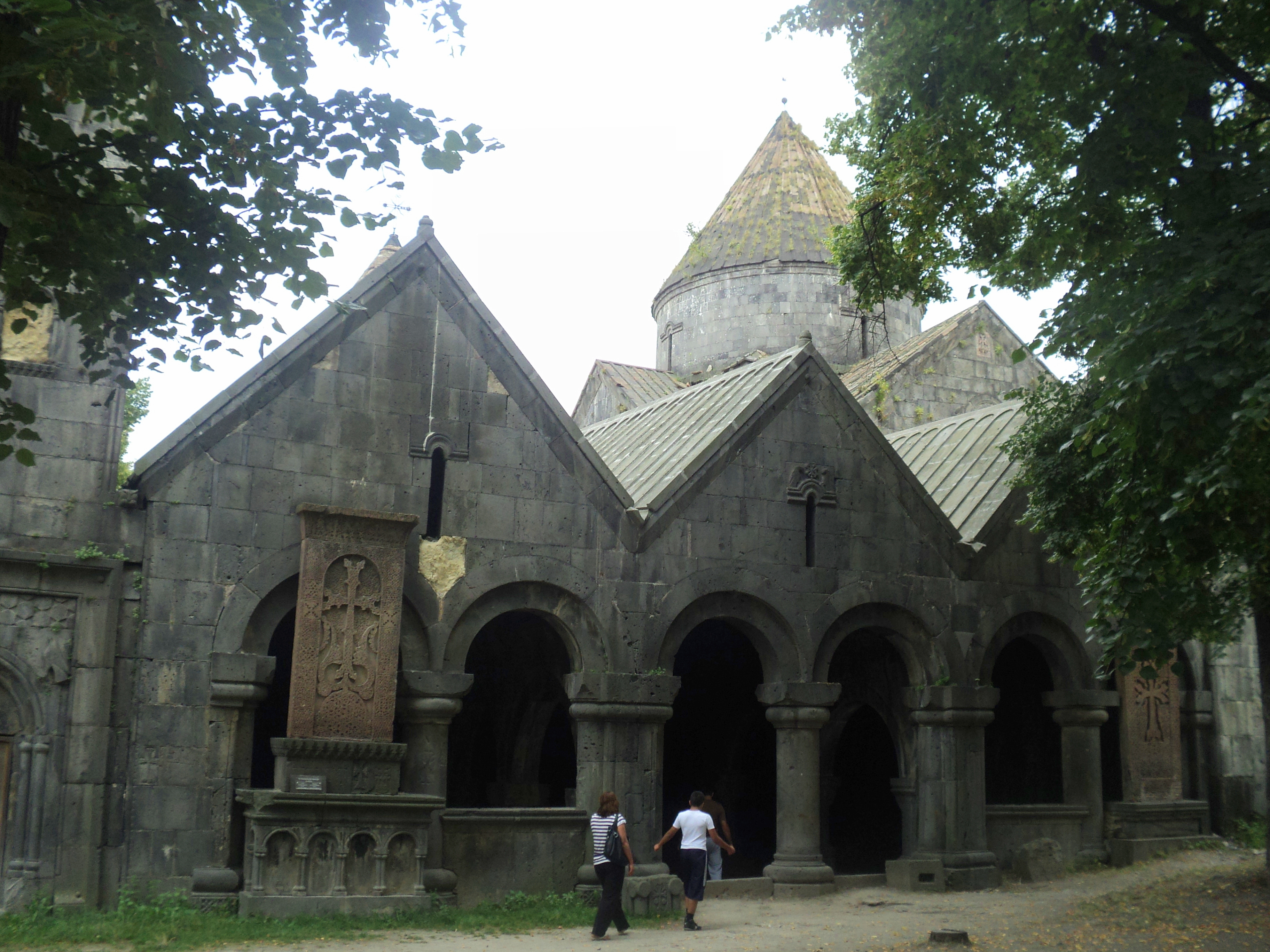
Санаин
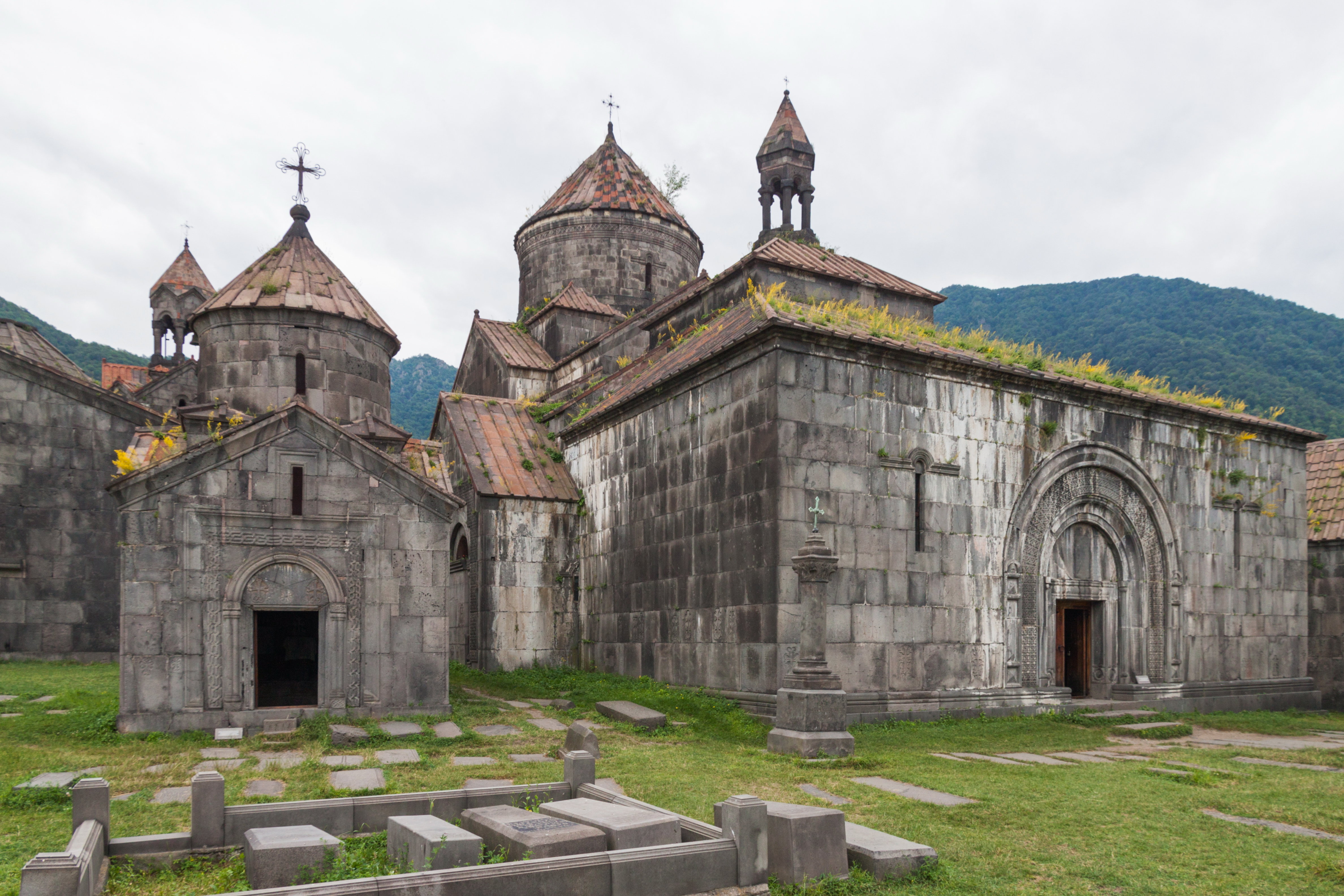
Ахпат
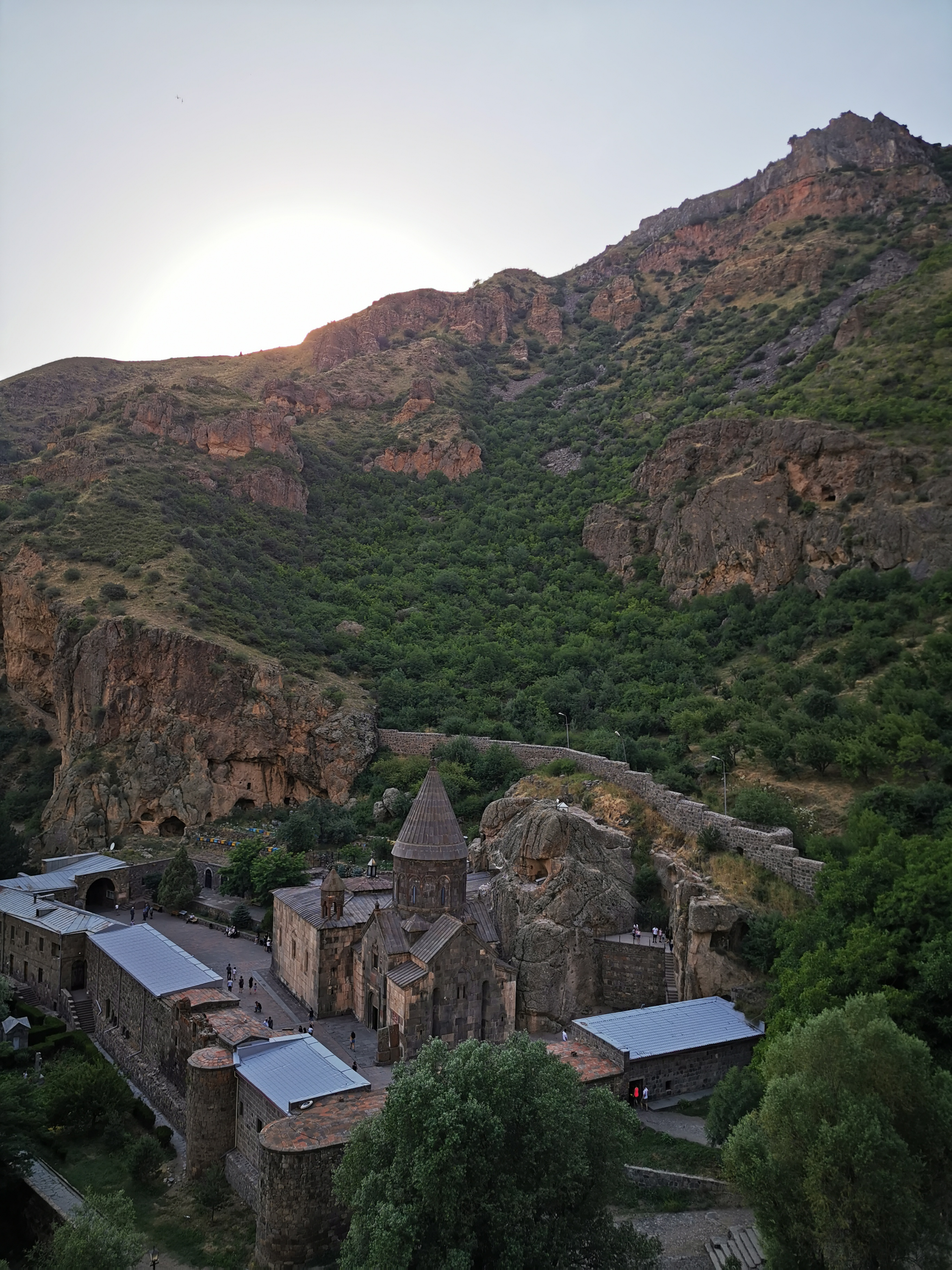
Гегард
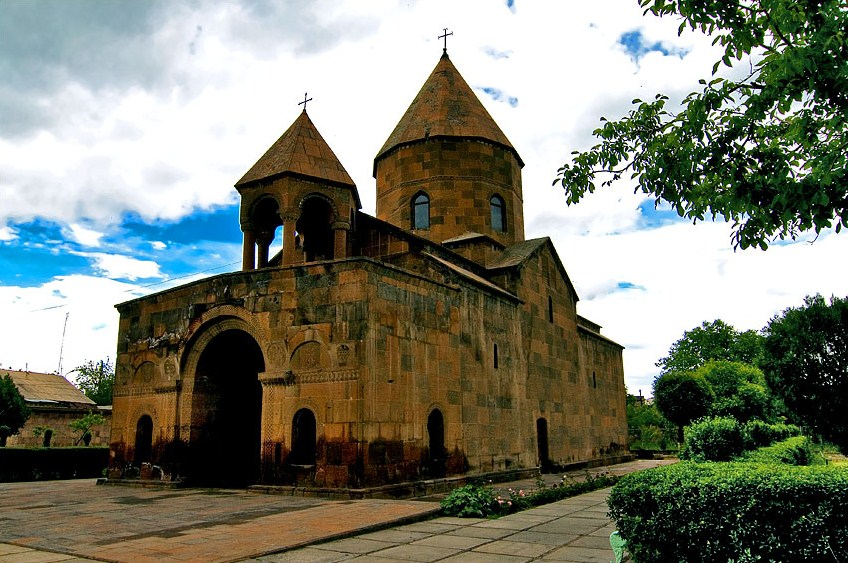
Шогакат
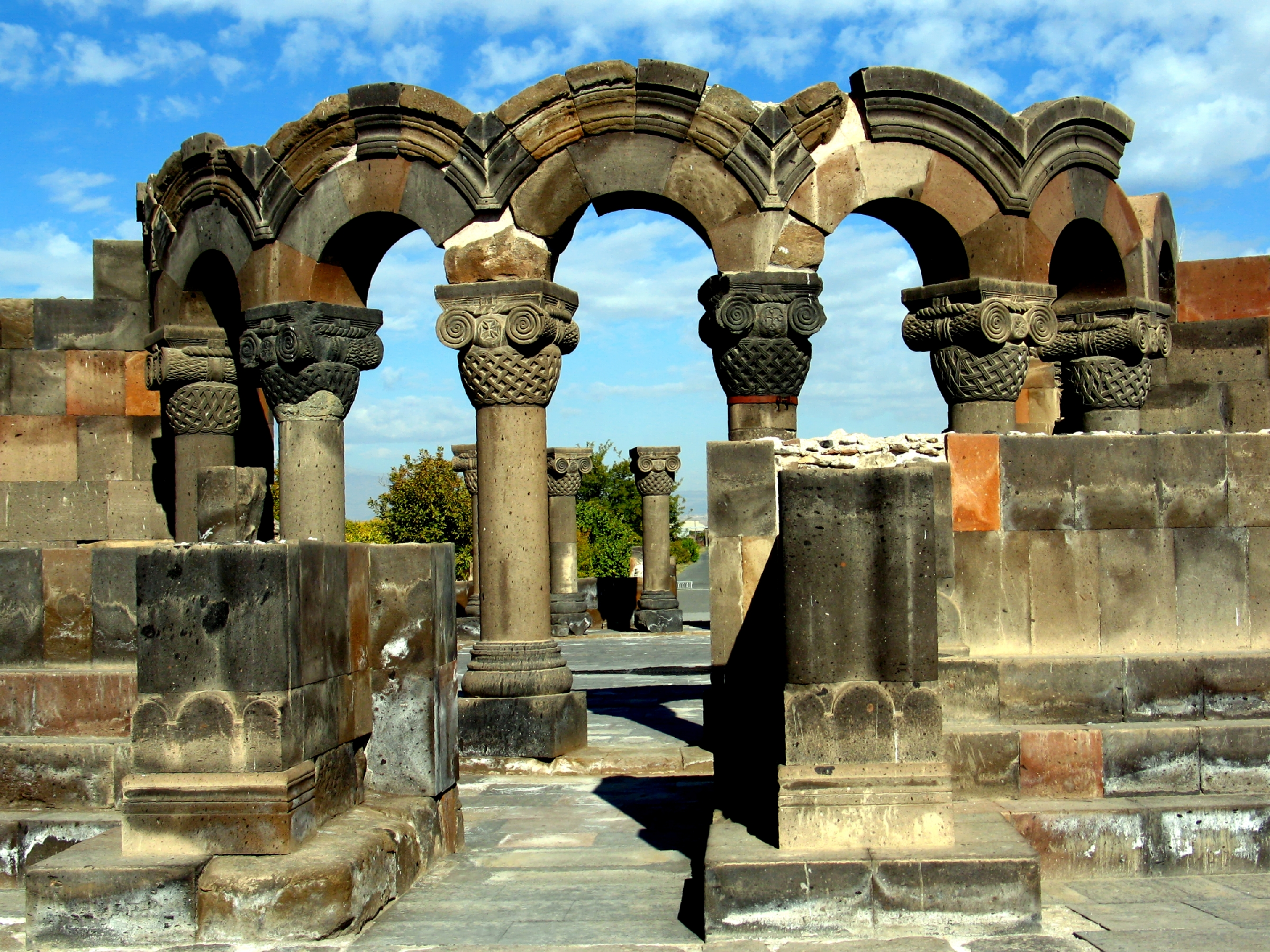
Звартноц
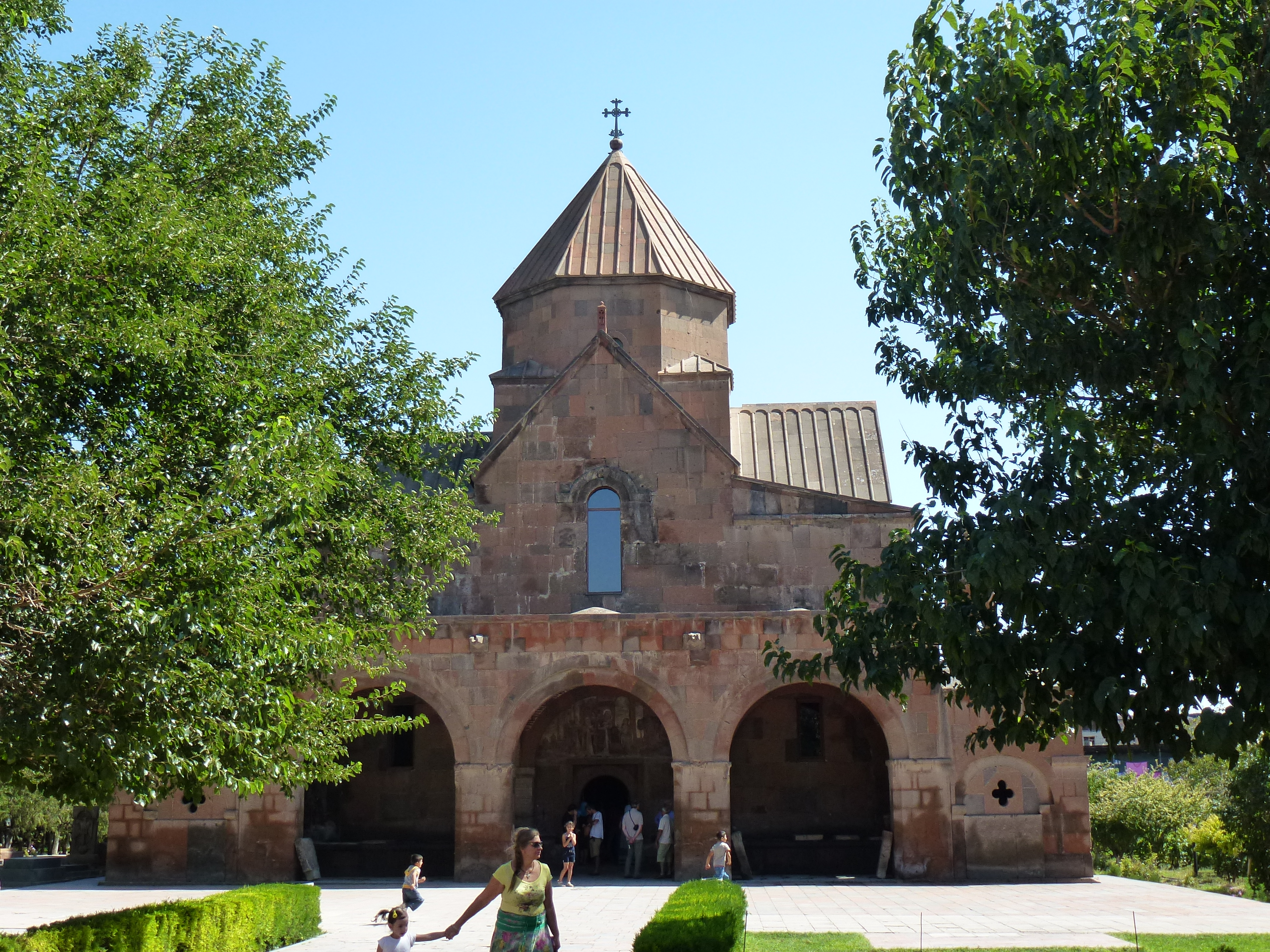
Гаяне
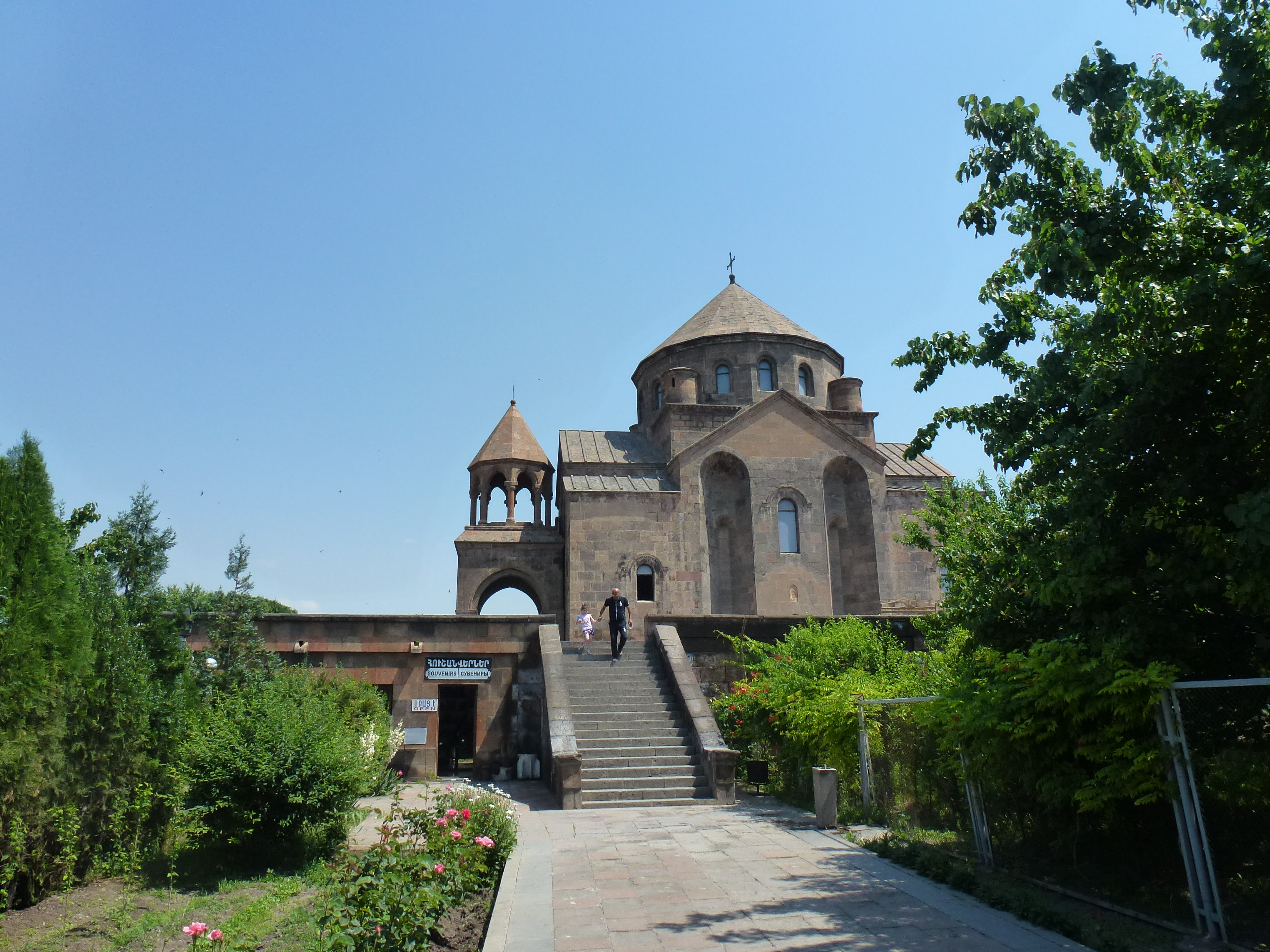
Рипсиме